# البلدة القديمة (نابلس)
البلدة القديمة في نابلس هي الجزء التاريخي القديم لمدينة نابلس شمال الضفة الغربية في فلسطين. تتميز البلدة القديمة بطابعها المعماري الخاص من الحضارات المختلفة التي تعاقبت عليها، مثل الحضارة الرومانية والبيزنطية والإسلامية والعثمانية وغيرها. ومن أهم أنماط البناء السائدة في البلدة القديمة حاليًا، الطراز المعماري الإسلامي، وخاصة الطراز المملوكي الذي ما زالت بعض معالمه بارزة للآن في عدد من البنايات والمساجد في البلدة القديمة، مثل النقوش المملوكية على البوابة الشمالية للجامع الصلاحي الكبير، وجامع الساطون، وبعض الأبنية السكنية التاريخية.

## تشكيل الفراغات الحضرية في البلدة القديمة
البلدة القديمة في نابلس كأي مدينة عربية تقليدية، حيث تشابهت مع الشكل العام للمدينة العربية التقليدية وخاصة تكوين الفراغات العامة كالطرقات العامة مثل شارعي النصر وخان التجار (القماش) القديم والساحات العامة كساحة المنارة أمام جامع النصر والساحات شبه العامة مثل ساحة القريون والفراغات شبه الخاصة البعيدة عن الضجيج مثل الأحواش السكنية مثل حوش العطعوط والجيطان والتي تتصل بمداخل البيوت السكنية.
تتكون المدينة القديمة من ست حارات رئيسية وهي: حارة الحبلة وتقع في الجهة الشمالية الشرقية من المدينة، حارة القيسارية التي تقع في الجهة الجنوبية الشرقية من المدينة، بينما حارة الياسمينة تقع في الجهة الجنوبية الغربية من البلدة القديمة، أما حارة الغرب فتقع في الجهة الشمالية الغربية، وحارة القريون تقع في وسط البلدة القديمة إلى الشرق من حارتي الياسمينة والغرب، وحارة العقبة التي تقع بين حارتي القريون والقيسارية.
تتكون الطرق الرئيسية داخل البلدة القديمة من ثلاث طرق تخترقها من الشرق إلى الغرب وهي، شارع النصر الذي يبدأ من مدخل البلدة القديمة في جهة الغرب بالقرب من المدرسة الفاطمية ومسجد الخضر ويخترق البلدة نحو الشرق حتى الجامع الصلاحي الكبير ليلتقي بشارع الخان ويندمجان بشارع صلاح الدين الأيوبي خارج حدود البلدة القديمة.
وتعد الحمامات التركية من أهم معالم التراث المعماري الخاص بالبلدة القديمة، وهي تتوزع على مختلف أحيائها وحاراتها، وما زال اثنان من أصل أحد عشر حماماً من حمامات البلدة القديمة، وهما: حمام الشفاء (الجديدة) وحمام الهنا (السمرا). ومع أن تسمية الحمامات العامة بالتركية جاءت نتيجة كون الطراز المعماري لبعض هذه الحمامات تركياً، الا ان الكثير من هذه الحمامات لم تبن خلال فترة حكم الدولة التركية العثمانية في فلسطين (1516-1918).
كما يعود تاريخ بناء مساجد البلدة القديمة بمآذنها التاريخية، وقبابها الكبيرة إلى فترة الفتوحات الإسلامية مثل مسجد الساطون الذي يعود تاريخ بناءه إلى فترة حكم الخليفة عمر بن الخطاب (634-644 م) والمسجد الصلاحي الكبير الذي سمي بهذا الاسم احتفالًا بفتوحات القائد المسلم صلاح الدين الايوبي، ومسجد النصر الذي يتوسط البلدة القديمة ويتميز بقبته الخضراء الكبيرة وغيره من المساجد.
قامت قصور البلدة القديمة بدور حضاري مهم في تحديد معالم تاريخها، وتعود معظم هذه القصور إلى فترة حكم الدولة العثمانية، التي دعمت هذه القصور. ومن أهم قصور البلدة القديمة قصر طوقان (بوابة البيك)، قصر عبد الهادي الواقع في الجزء الغربي من حارة القريون وقصر آل الأغا (النمر) الواقع في حارة الحبلة. وتزخر أزقة البلدة القديمة وشوارعها بعدد كبير من الحرف التقليدية القديمة والورش الصغيرة التي تعد جزءا أساسيًا من نسيجها المعماري والاجتماعي، وتشمل عددًا من المصانع ومحال بيع الحلاوة الطحينية والحلاوة والزلابية وطحينة السمسم، ومحلات تنجيد الفرش المنزلي وتبييض النحاس.
إضافة إلى ذلك فان البلدة القديمة تشتهر بوجود عدد كبير من الورش التي يديرها حرفيون مهرة، مثل محلات الحدادة والنجارة وصناعة الأحذية. ويقدر عدد سكان البلدة القديمة بحوالي عشرين ألف نسمة يتوزعون على سبعة أحياء (حارات) رئيسية وعدد من الأحياء الفرعية. كما أن العديد من مواقعها التاريخية والأثرية قد تعرضت للهدم والتخريب جراء استخدام الجيش الإسرائيلي القذائف الصاروخية والعبوات الناسفة في هذه الأماكن في محاولة لطمس معالمها الحضارية وإرثها الثقافي وهويتها، ومثال على ذلك، صبانة كنعان التي تقع في أقصى الجزء الغربي من البلدة القديمة، والتي قامت قوات الاحتلال بهدمها هدما كاملًا، إضافة إلى عدد كبير من البيوت القديمة والمحلات التجارية التي تعرضت لعملية تخريب نجم عنها فقدان العديد من عائلات البلدة القديمة لمساكنها ومصادر رزقها.  كما أنها حافظت على مكانتها كمركز تجاري وسكني رئيسي ومزدهر على مستوى فلسطين بالرغم من فترات الاضطراب وعدم الاستقرار التي مرت بها، وظلت شاهدًا حيًا على الإرث الثقافي المتميز لمدينة نابلس.  

## أحياء البلدة القديمة في مدينة نابلس
تتكون أحياء البلدة القديمة في مدينة نابلس من ثلاث قصبات رئيسية تمتد من شرقها إلى غربها وهي محاطة بسور من المباني القديمة ولها ست عشرة بوابة. ومن أهم أنماط البناء السائدة في حارات البلدة القديمة حاليًا، الطراز المعماري الإسلامي، وخاصة الطراز المملوكي. فالحارات هي عبارة عن مجموعة من الأحواش والأزقة المتشابكة والأسواق، وكل حي يشكل جزءًا من فسيفساء البلدة القديمة، ومن أبرز هذه الأحياء أو الحارات:

### حارة العقبة
تحتل الجهة الوسطى من جنوب المدينة بين حارتي القريون والقيسارية، وتحتوي على عدد من المعالم الأثرية، أشهرها «المسرح» الذي يقع أعلى حارة العقبة في منطقة كشيكة التي تفصلها عن حي رأس العين جنوب البلدة القديمة، ويعود في بنائه إلى النصف الثاني من القرن الثاني الميلادي. وقد اكتشف صدفة سنة 1979، وهو يعتبر أكبر مسرح روماني مكتشف في فلسطين، حيث يبلغ قطره 100 متر.

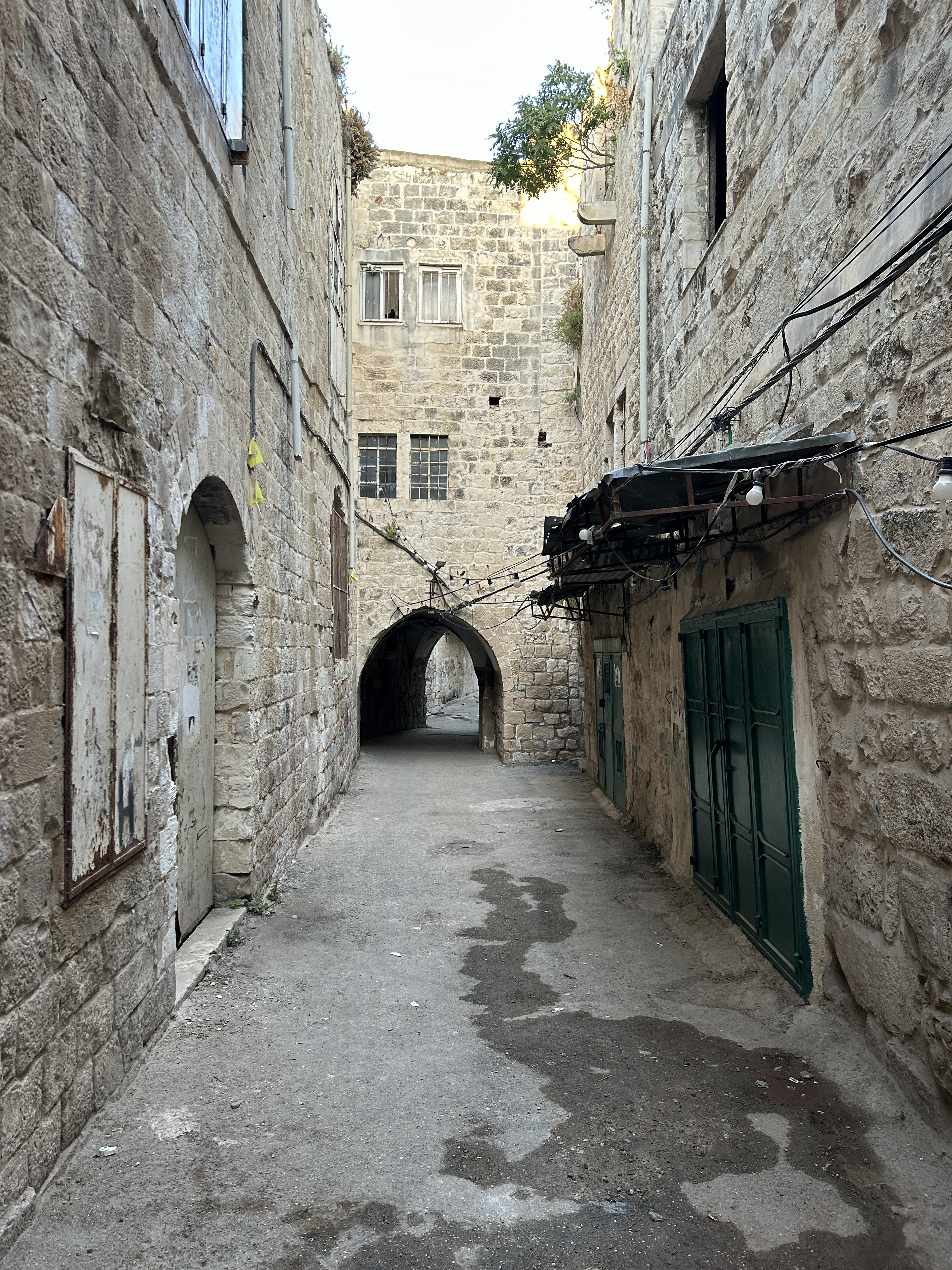
زقاق في حارة الياسمين

### حارة الياسمينة
سميت بذلك لكثرة الياسمين فيها، تحتل الزاوية الجنوبية الغربية من البلدة، وتحتوي على الكثير من الفن المعماري القديم المتمثل في بيوت أنشئت قبل مئات السنين. من أفخر أبنيتها قصر عبد الهادي، وجامع الساطون وجامع الخضراء وبعض شوارعها مسقوفة، وجزء منها حارة السُمَرَة (نسبة إلى الطائفة السامرية).

### حارة الحبلة
تقع في الجزء الشمالي الشرقي منها، بنيت شوارعها على طريق الحبلات أي مجموعة من الحجارة تسند بعضها بعضاً من أجل تكوين بناء الحائط بطريقة عفوية، تحتوي حارة الحبلة على عدد من المعالم الأثرية مثل مقام الشيخ مسلم وجامع الأنبياء كما تحتوي على قصر آغا النمر، يتفرع عنها عدة حارات مثل الفقوس والشيخ مسلم.

### حارة القريون

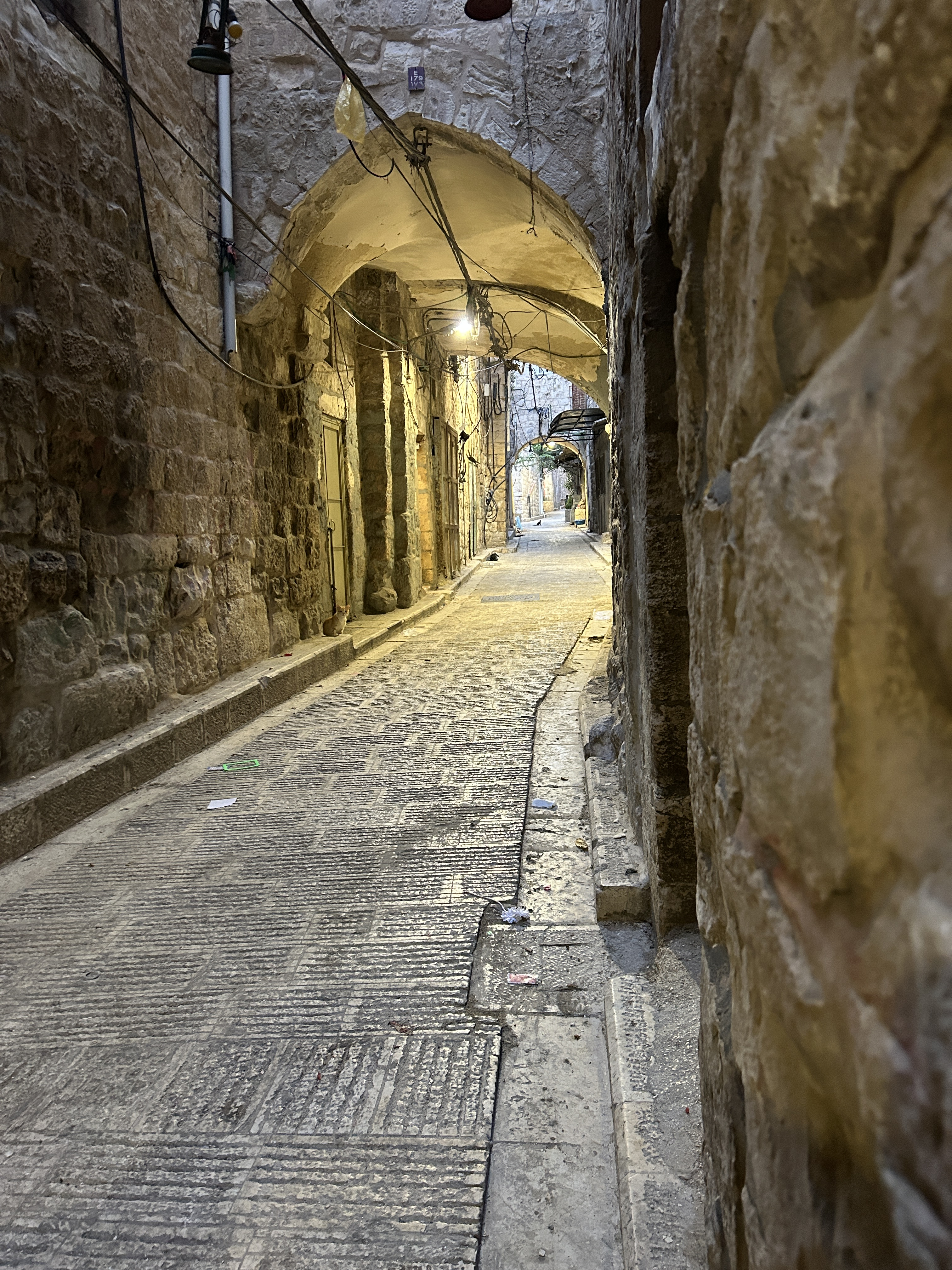
حارة القريون

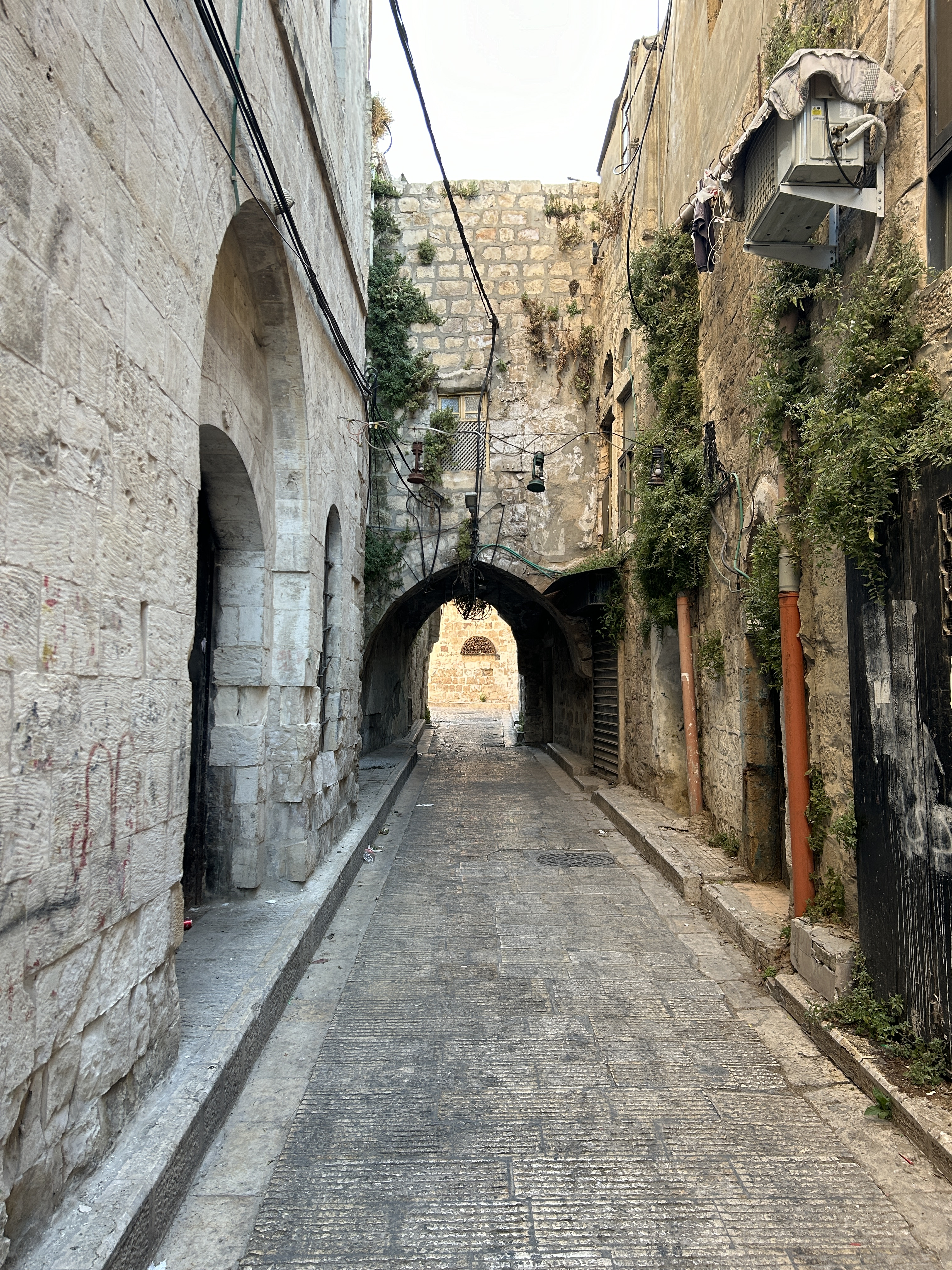
زقاق في حارة القريون

تقع إلى شرق حارة الياسمينة، أصل الكلمة «قريون» لاتينية واشتقت من كلمة «كرايون» ومعناها «الأنبوب»؛ وسميت بذلك لكثرة الأنابيب المائية والينابيع فيها، وتضم محطة ضخ مياه. كانت تسكنها الكثير من العائلات النابلسية، وفيها قصر طوقان وجامع التينة ومصبنة طوقان، وتتوسطها ساحة التوتة.

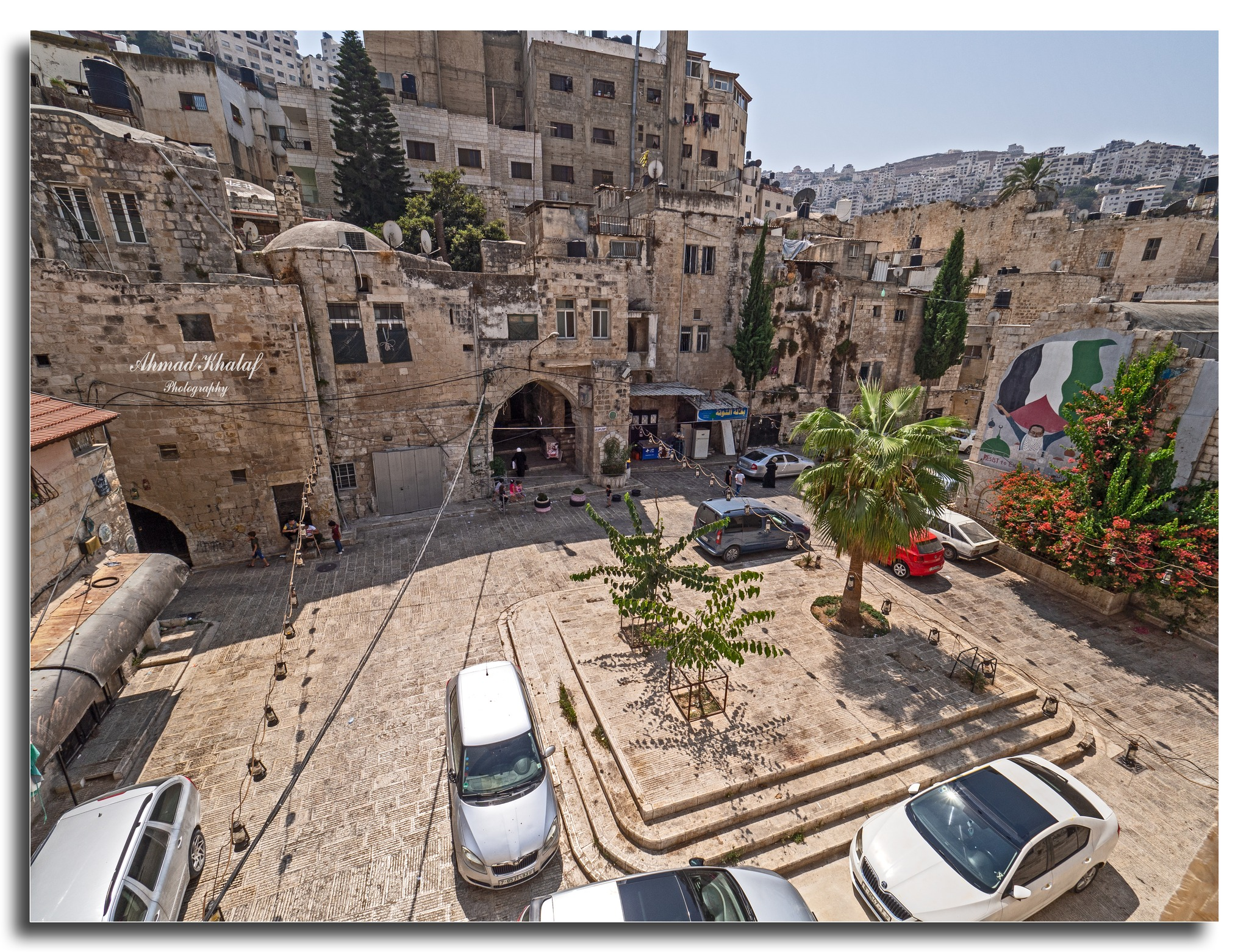
ساحة التوتة أو ساحة القريون داخل حي القريون في مدينة نابلس القديمة - فلـسطين

### حارة القيسارية
تحتل الزاوية الجنوبية الشرقية منها، سميت «قيسارية» نسبة لقيصر روما، تحتوي على الكثير من آثار الفن المعماري القديم ومنها الموقع أثري أسفل مدرسة ظافر المصري الذي يعود للحقبة الرومانية، ويقع أسفله نفق يحتوي على قناة ماء تعود إلى نفس الحقبة االتاريخية؛ وجزء منها حارة الجبالية والجوزة وبير الدولاب.

### حارة الغرب
يقع في الجزء الشمالي الغربي منها؛ وتحتوي على معالم تاريخية مهمة، منها: جامع الخضر، والمدرسة الفاطمية، وصبانة كنعان، وصبانة الشكعة، وخان الوكالة (الوكالة الفروخية)؛ ودير فنشر (الكنيسة الأسقفية العربية للبروتستانت)، وكنيسة الروم الأرثوذكس «كنيسة القديس مار ديمتريوس».

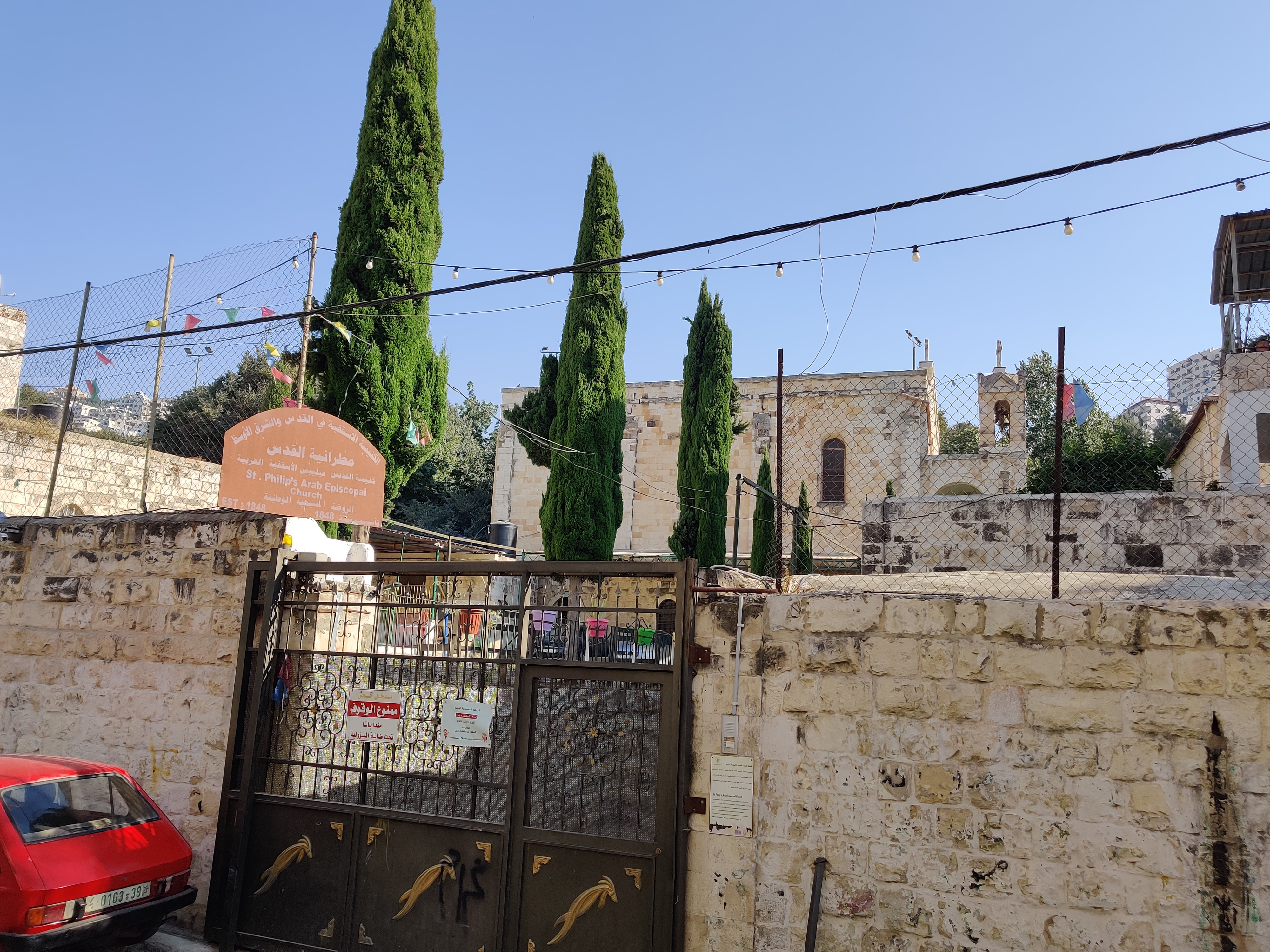
كنيسة القديس فيليب الأسقفية العربية عند الطرف الغربي لحارة الغرب

## قناة جر المياه الرومانية
اكتشف القناة مع شارع أعمدة عام 1986 خلال عمليات التجريف لبناء مدرسة ظافر المصري لخدمة طلاب المدينة القديمة. إضافة إلى شارع الأعمدة اكتشفت درج مكون من 56 درجة بعرض 73 سم يؤدي إلى نفق مائي تحت الأرض وفي الصخر على عمق 14 مترا بارتفاع 150 سم وعرض70 سم، ويبلغ طول النفق 1235 مترا، يجلب الماء من عين دفنة في جبل جرزيم إلى مدينة «نيابوليس» الرومانية. حفرت القناة بهدف تزويد المدينة بالمياه في حالة حصار قد يؤدي إلى توقف مصادر المياه الأخرى.

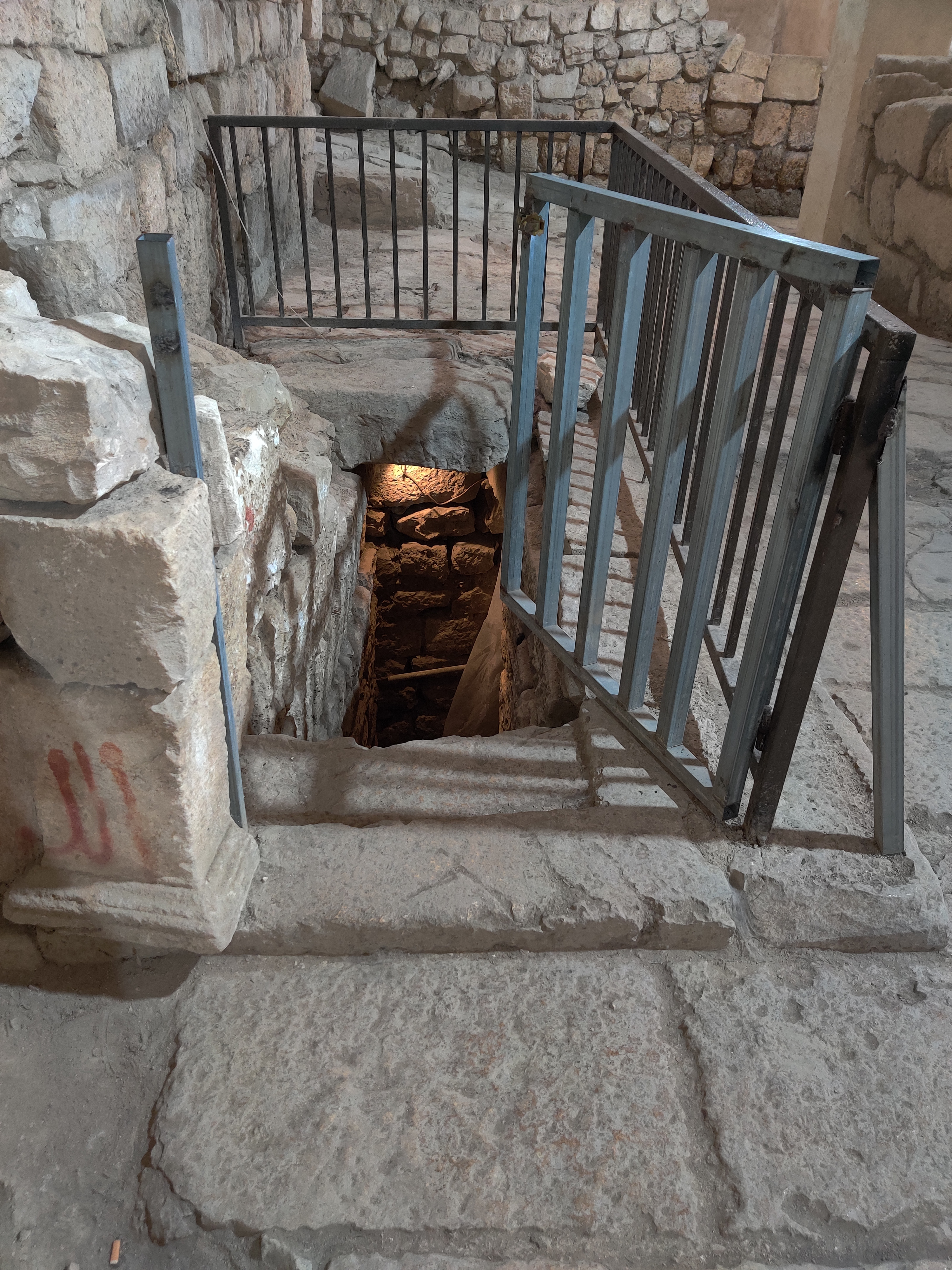
مدخل الدرج الهابط إلى قناة المياه الرومانية من شارع الأعمدة ضمن متحف القصبة في المدينة القديمة في نابلس

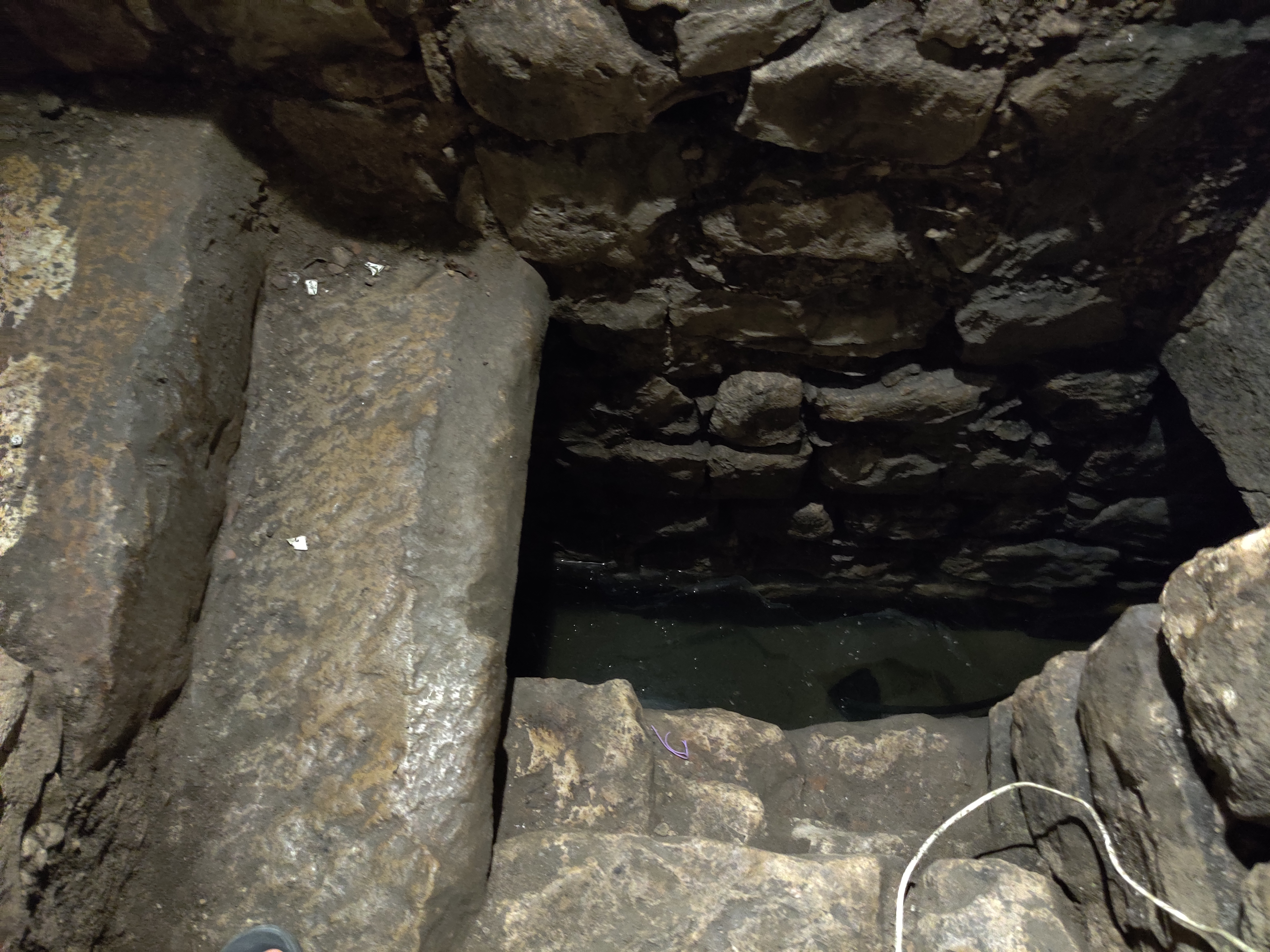
مجرى الماء ضمن قناة المياه الرومانية تحت المدينة القديمة في نابلس. يبلغ عدد الدرجات 56 درجة بعرض 70 سم. المجرى محاط بحائطين صخريين وأرضية صخرية للحفاظ على كمية وجودة المياه

## آثار زلزال نابلس عام 1927
وقد هدم حوالي 600 منزل، وقتل حوالي 303 اشخاص، و350 جريح، ومن الاماكن التي تضررت جامع النصر التاريخي وقسم من الجامع الصلاحي الكبير.

## عمليات الترميم والتأهيل

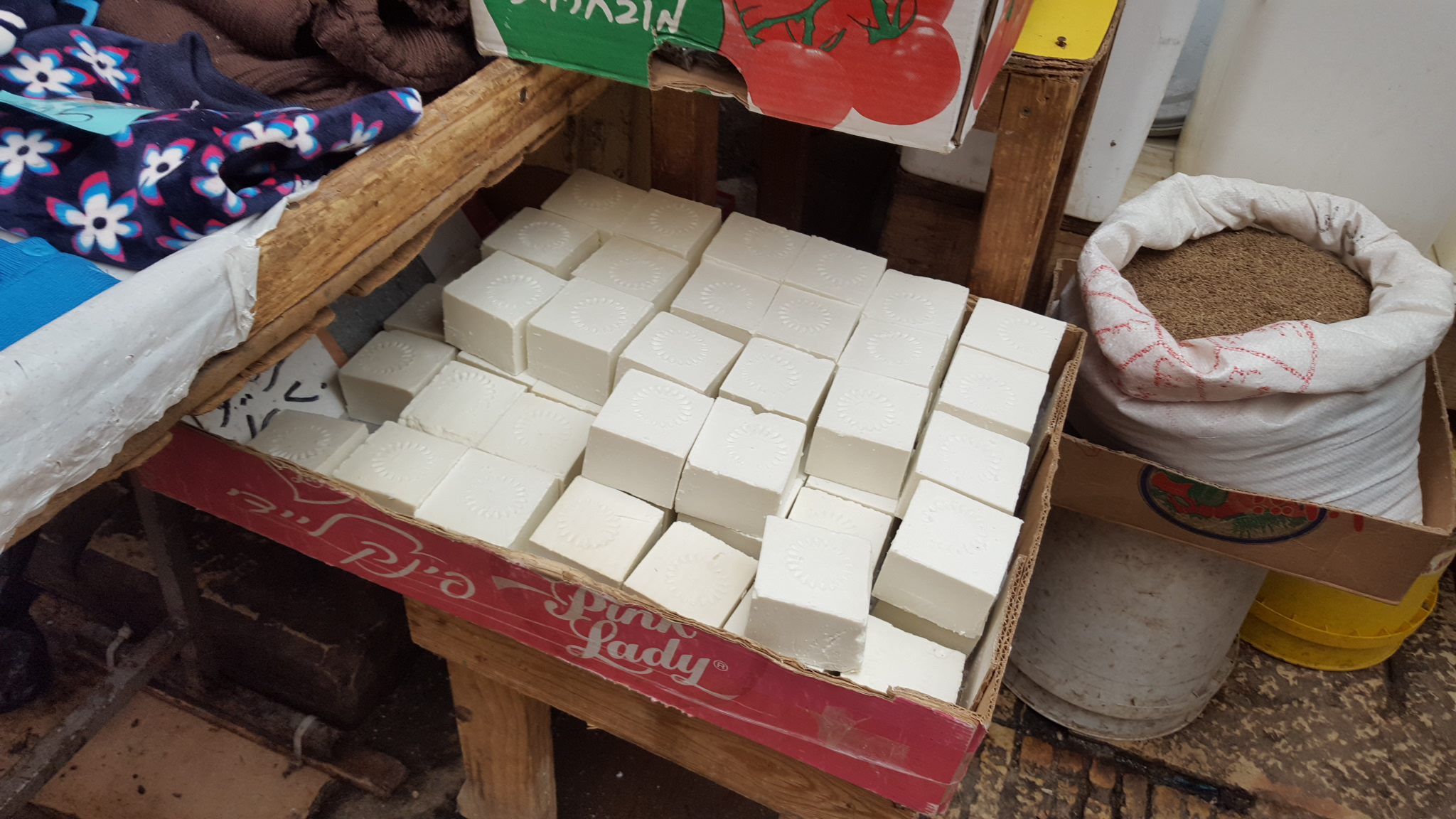

1. سرايا الحكم التركي في نابلس
2. حمام الشفاء
3. حمام السمرة
4. قصر عبد الهادي
5. مسجد النصر
6. برج الساعة

## معرض صور

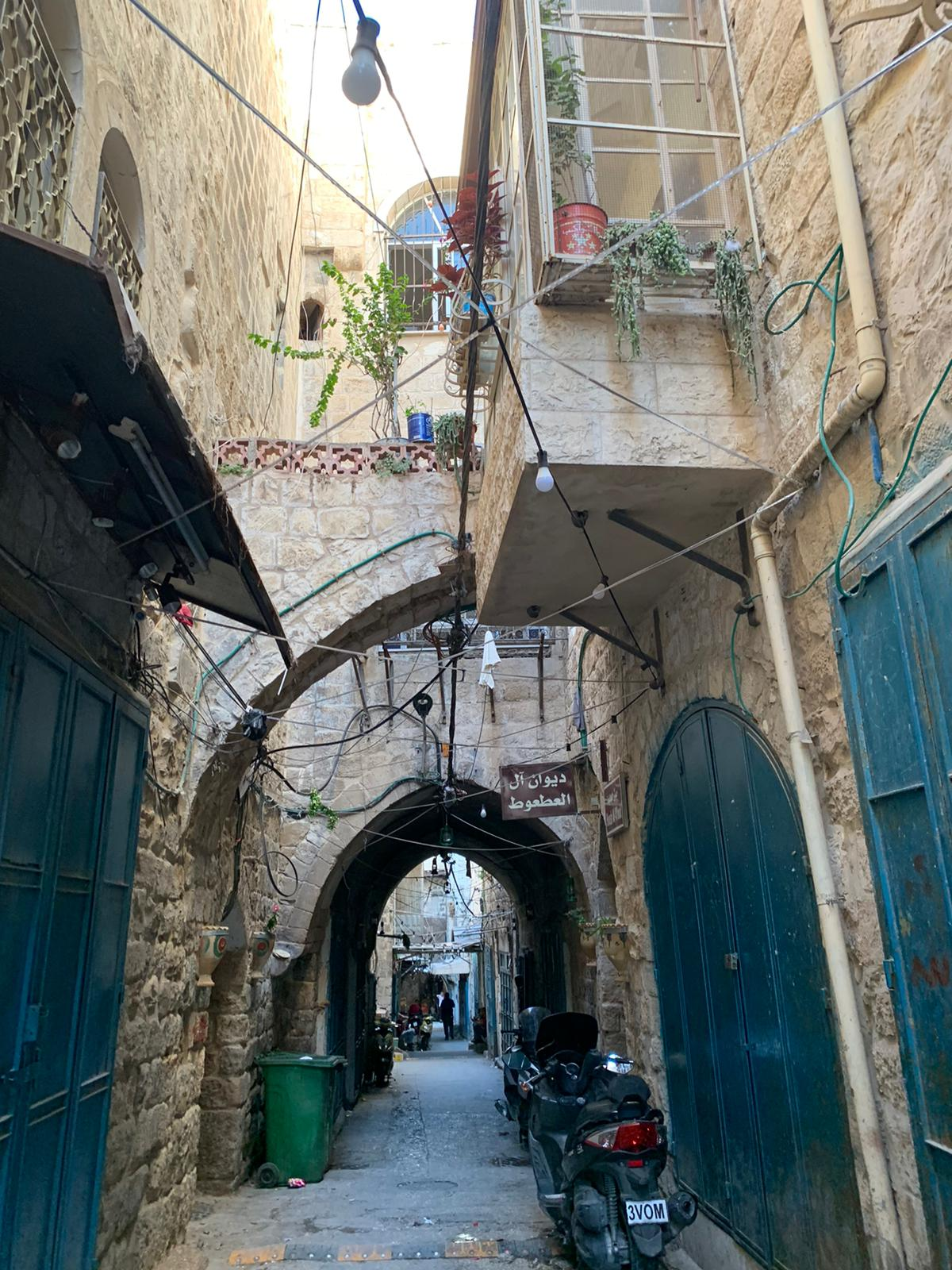
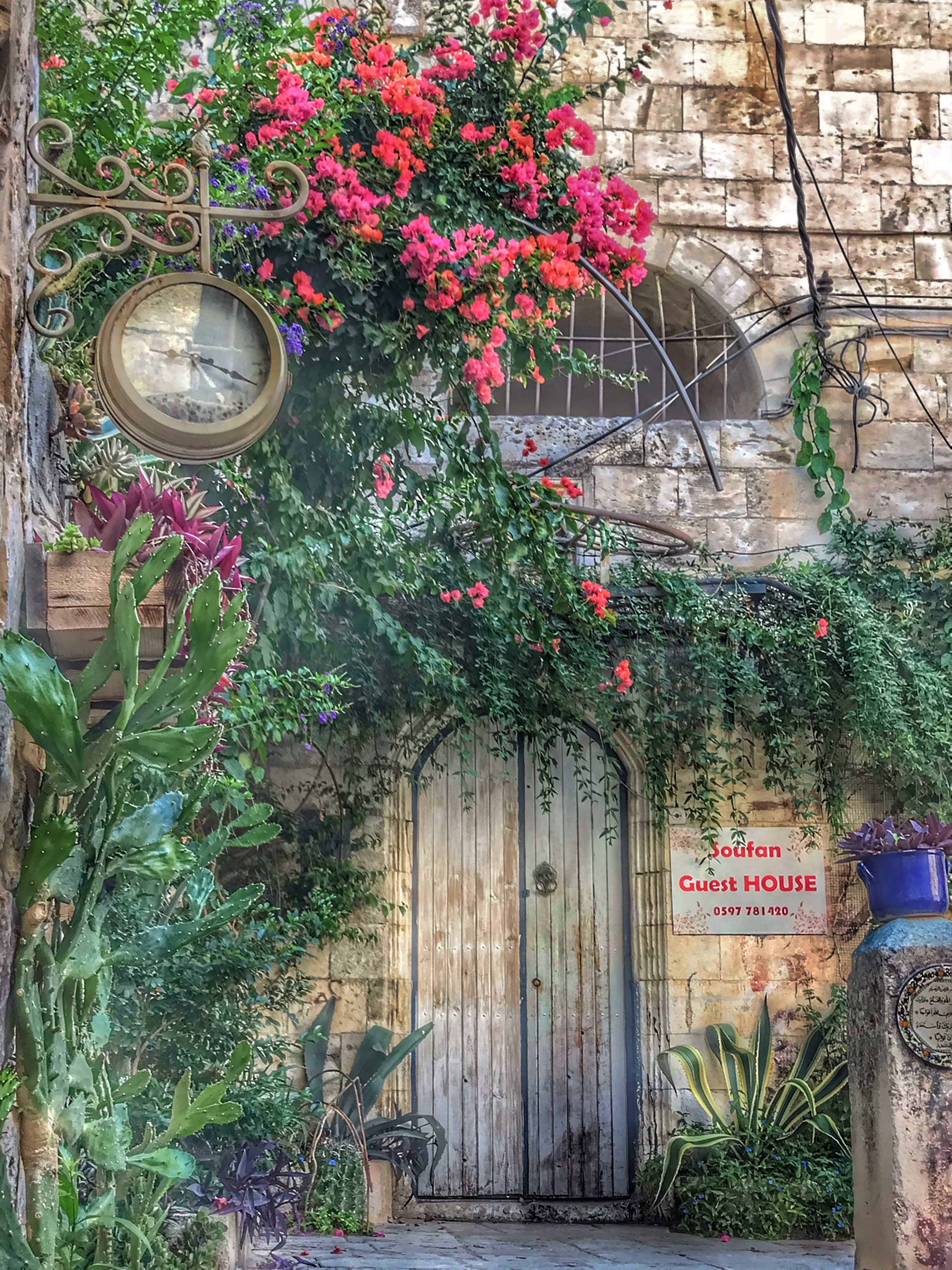
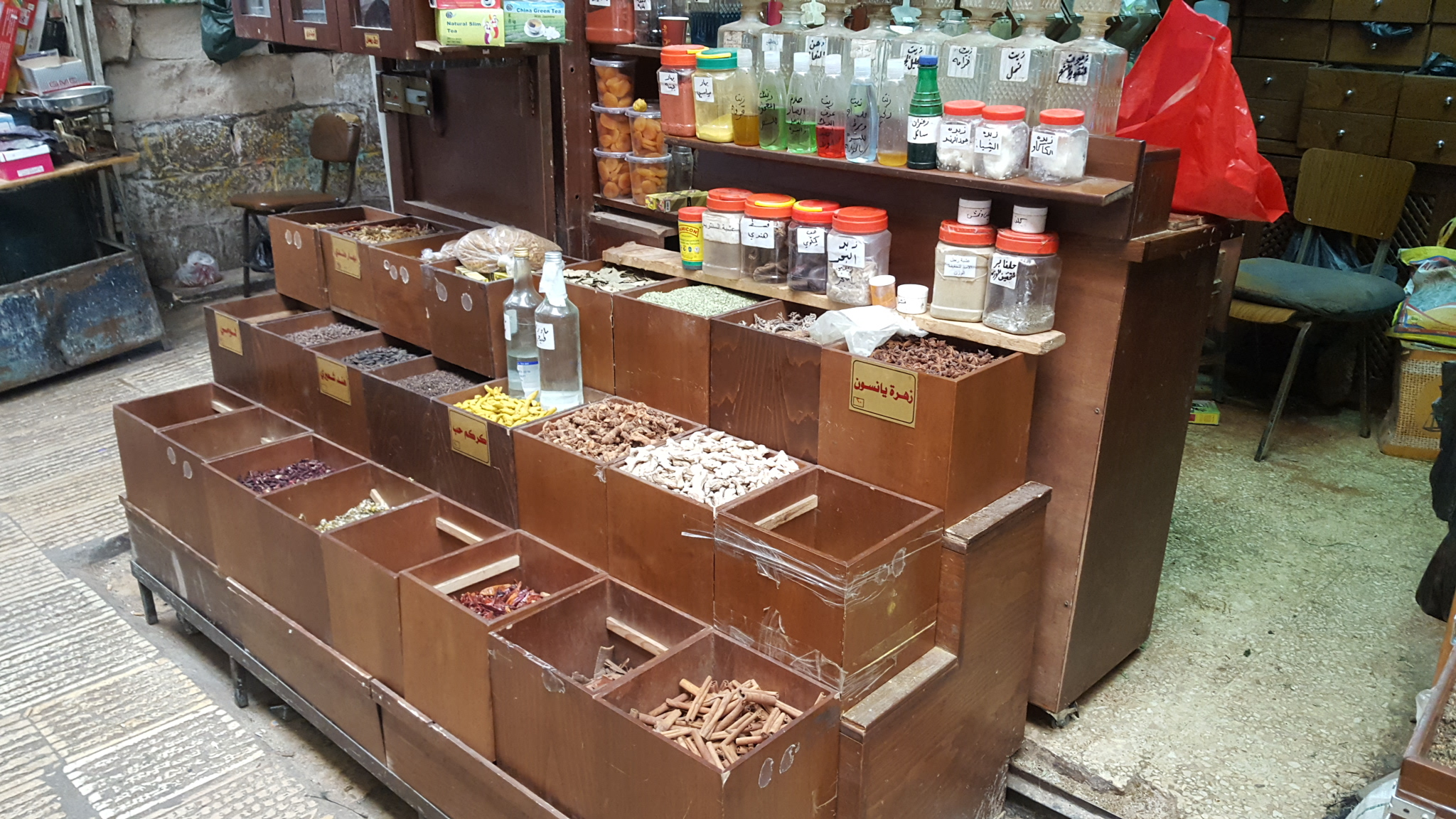
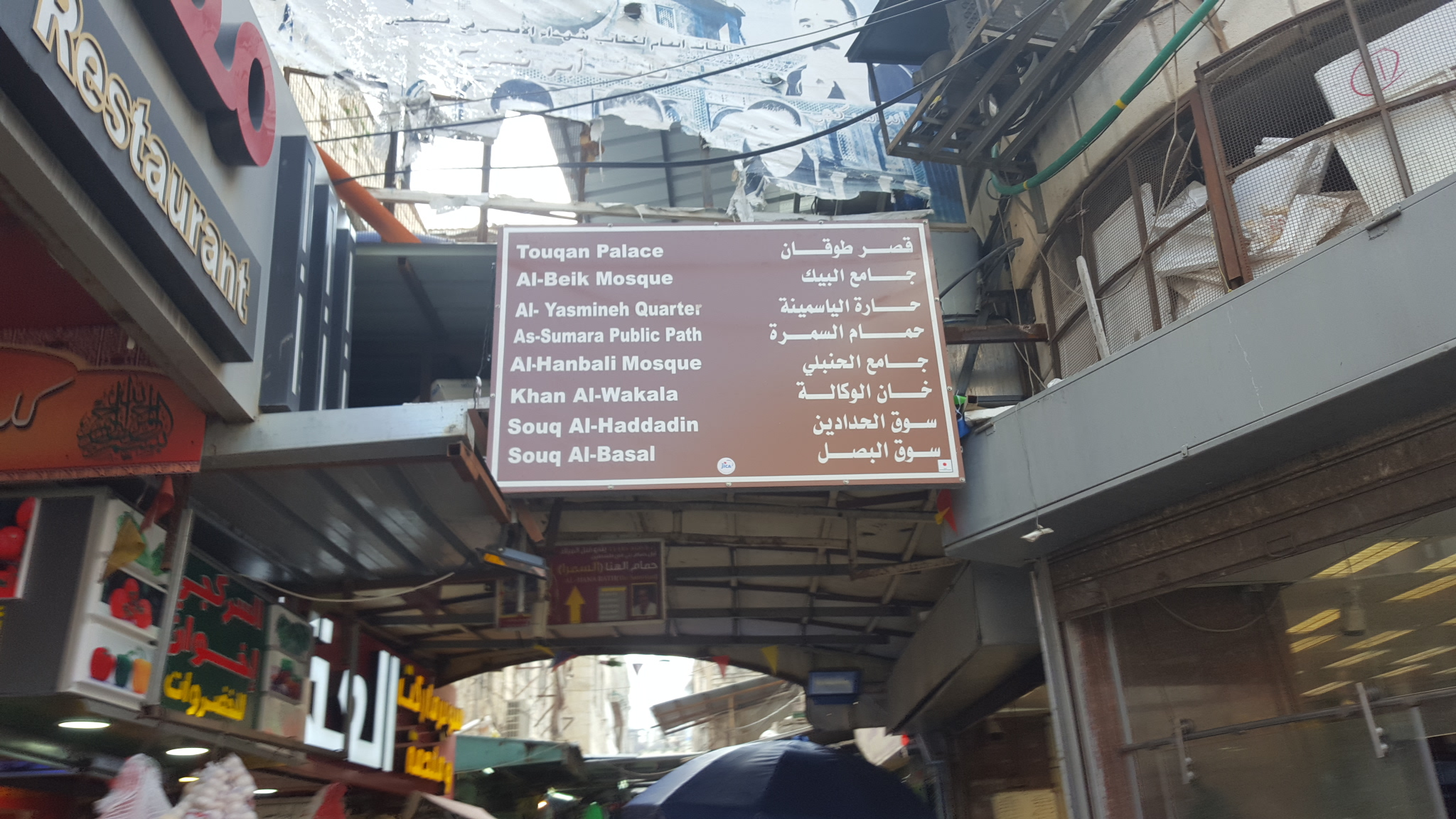
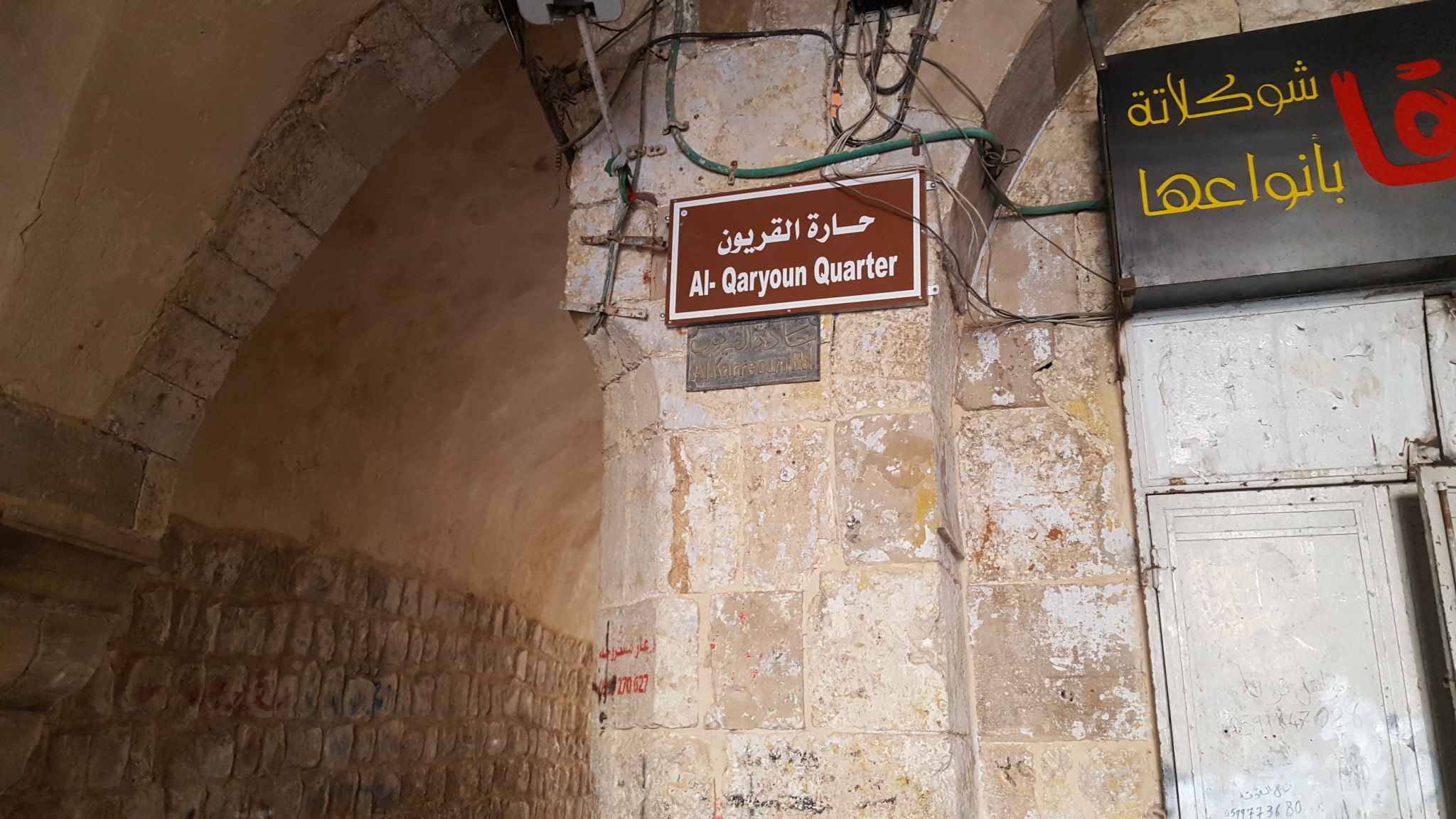
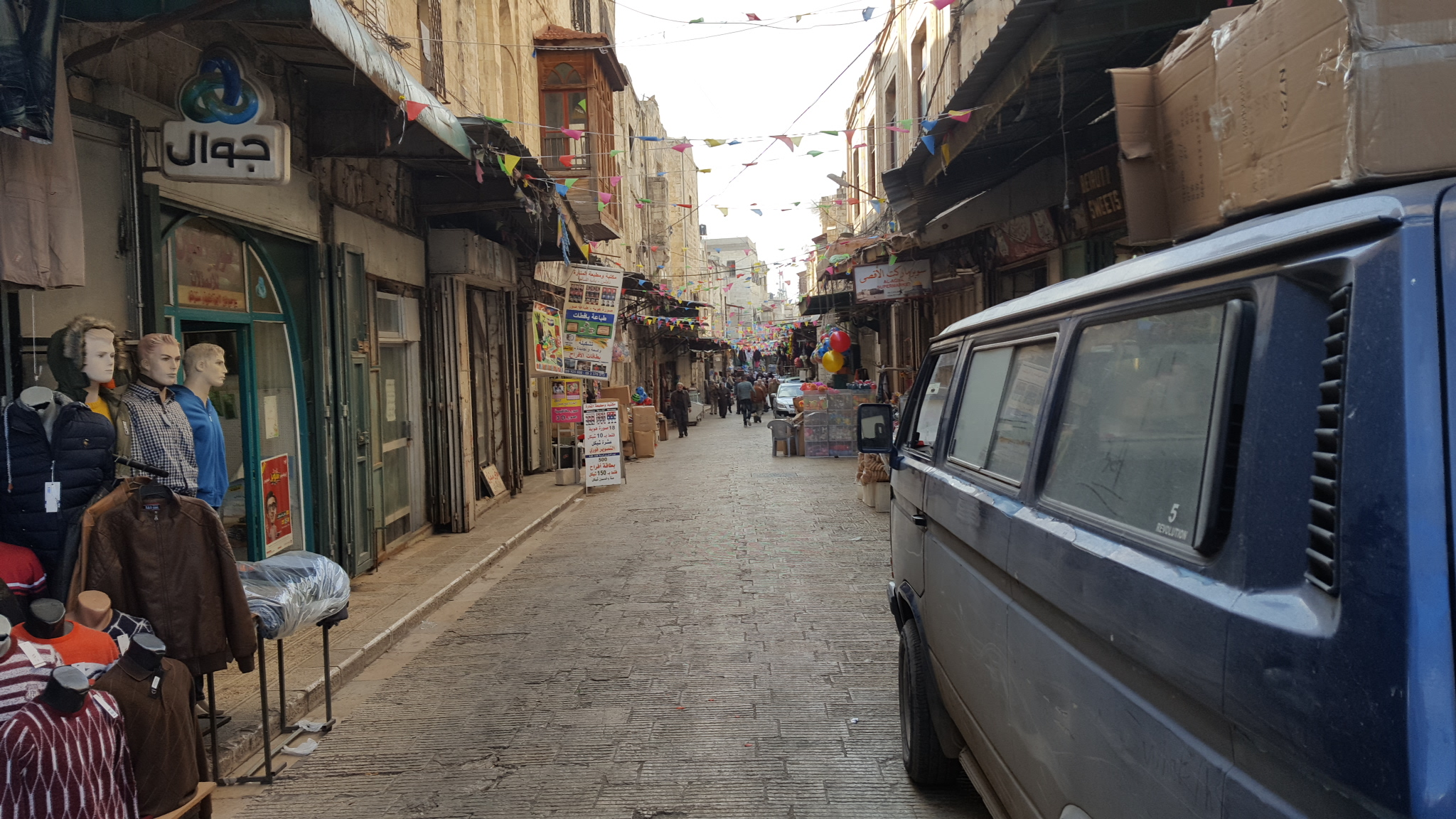
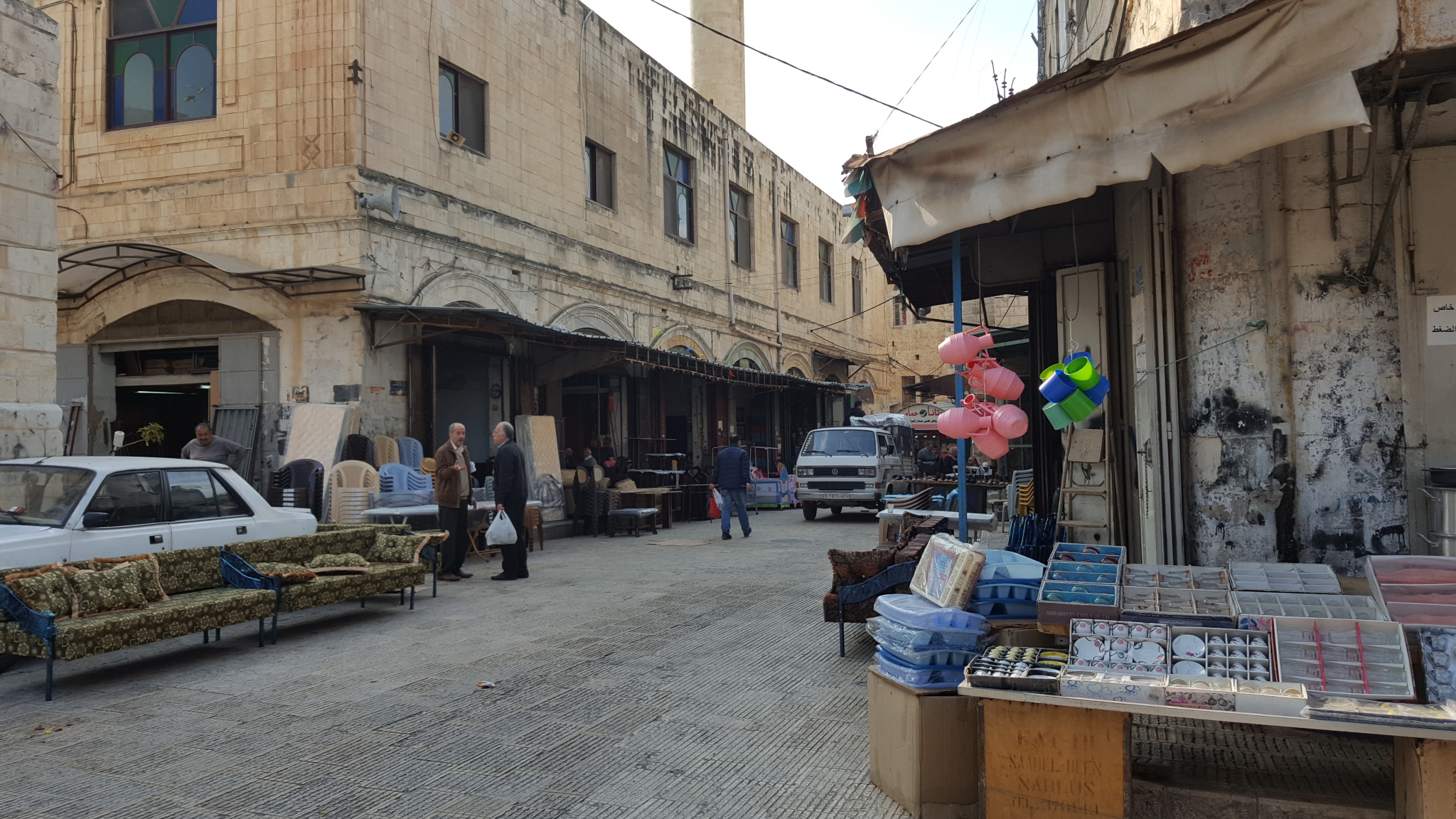
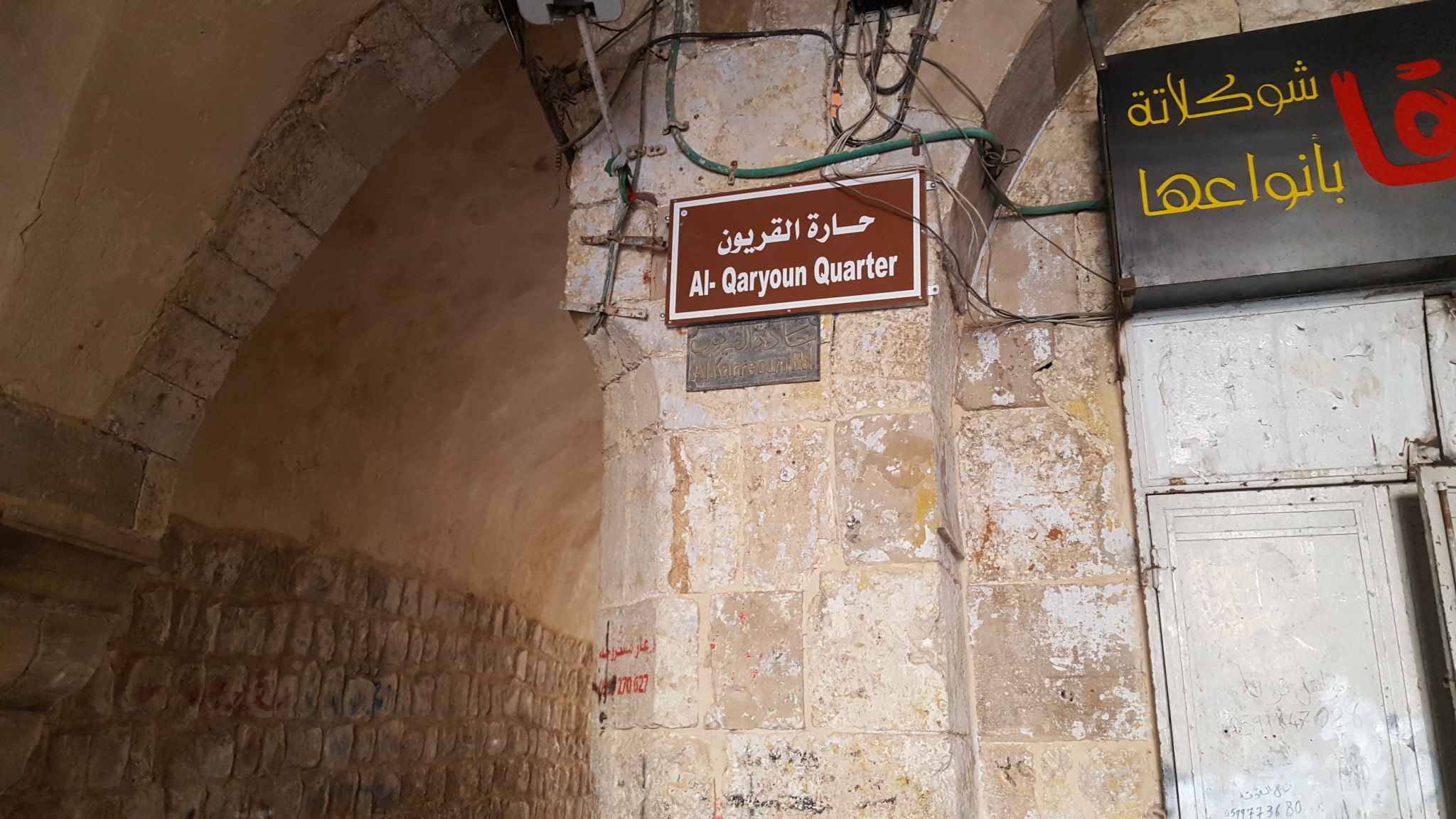
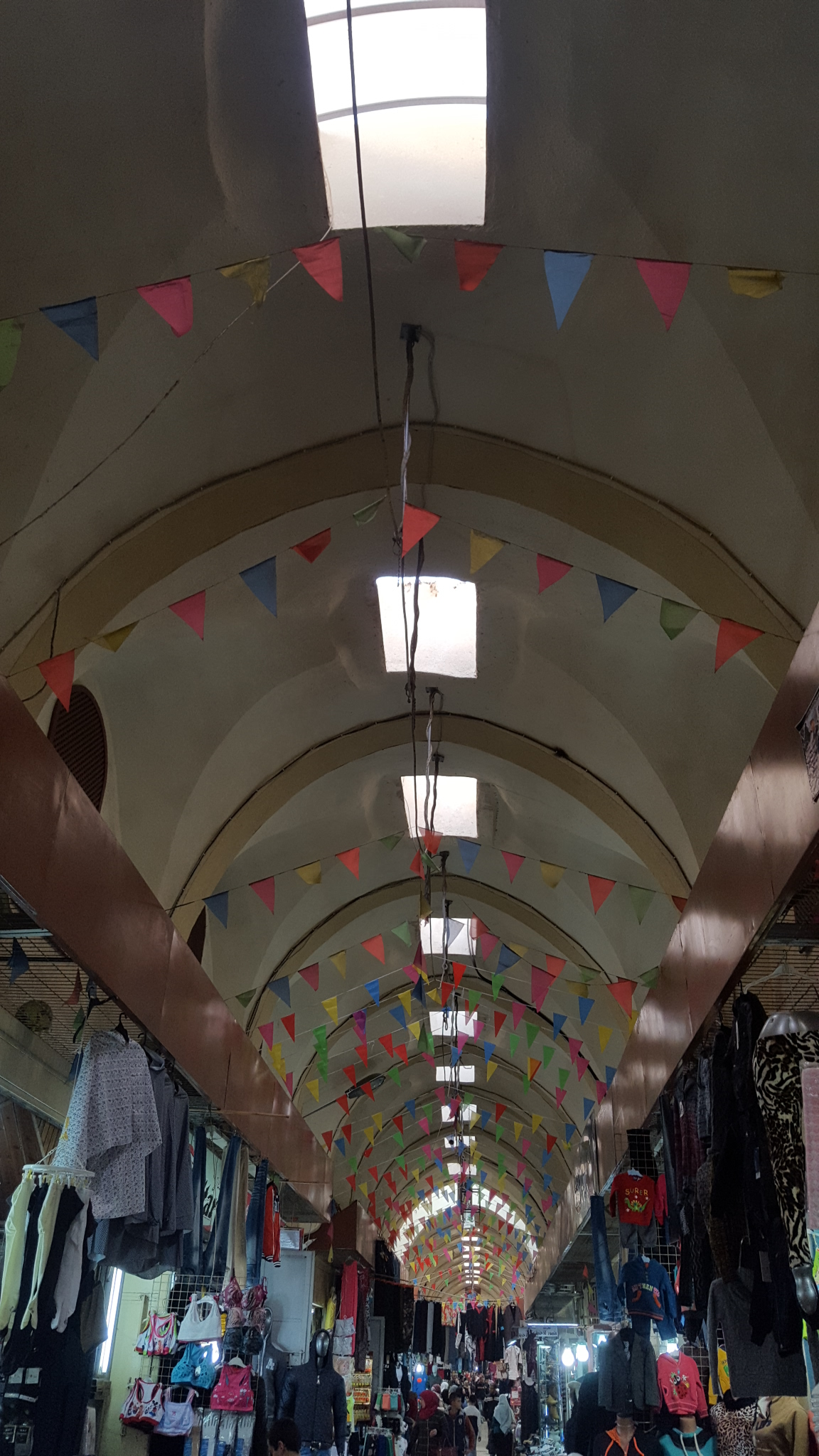
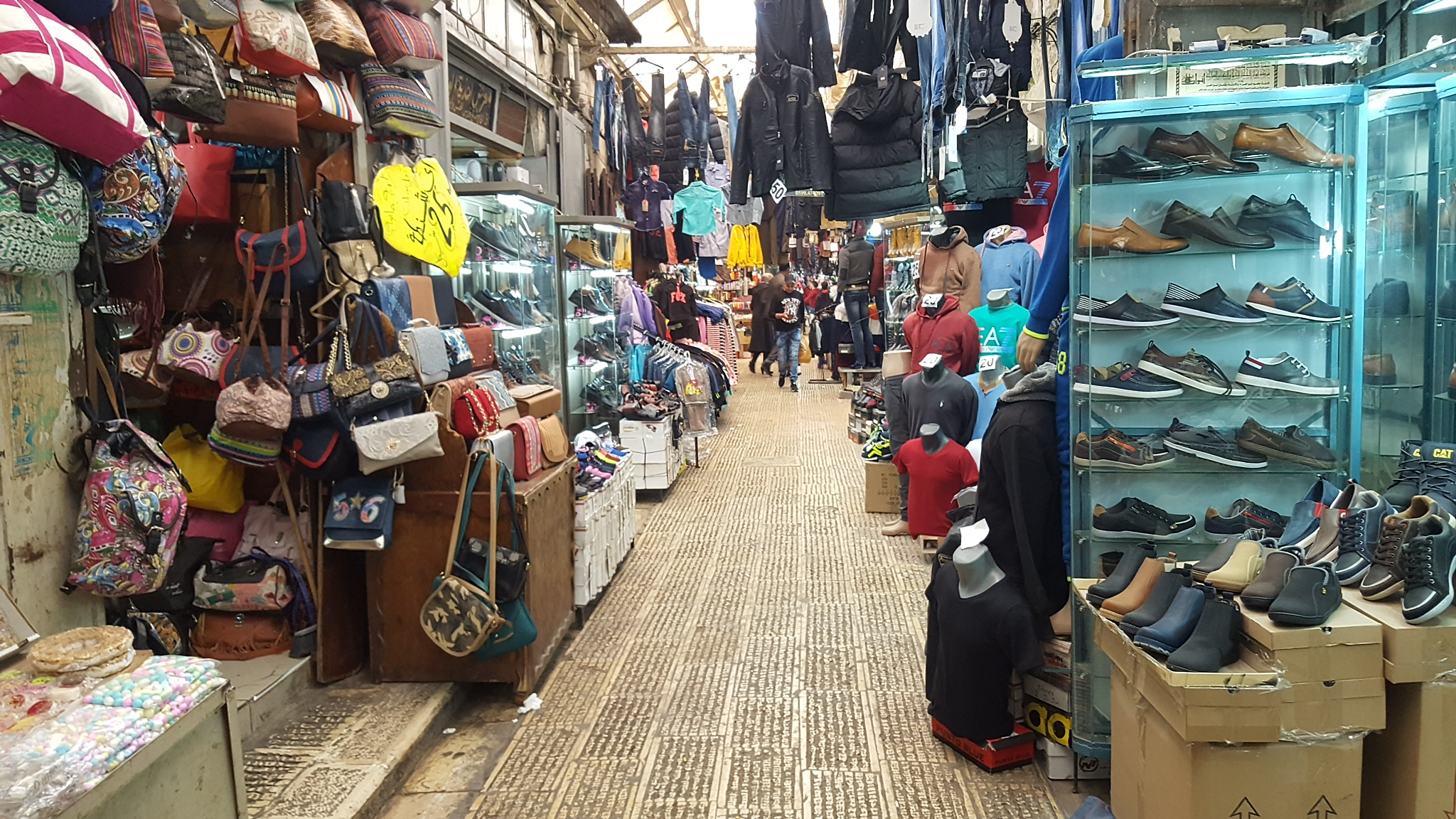
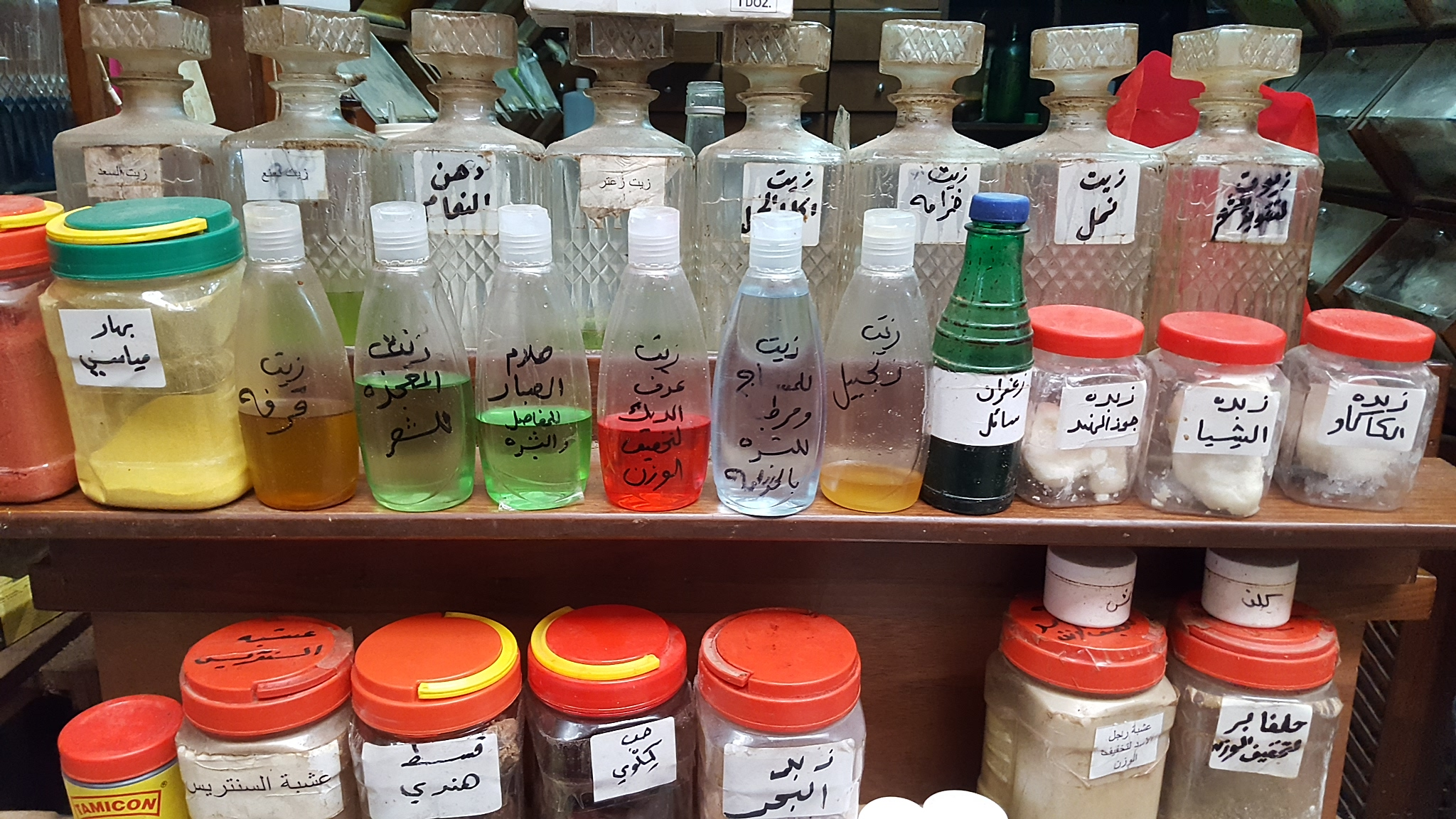
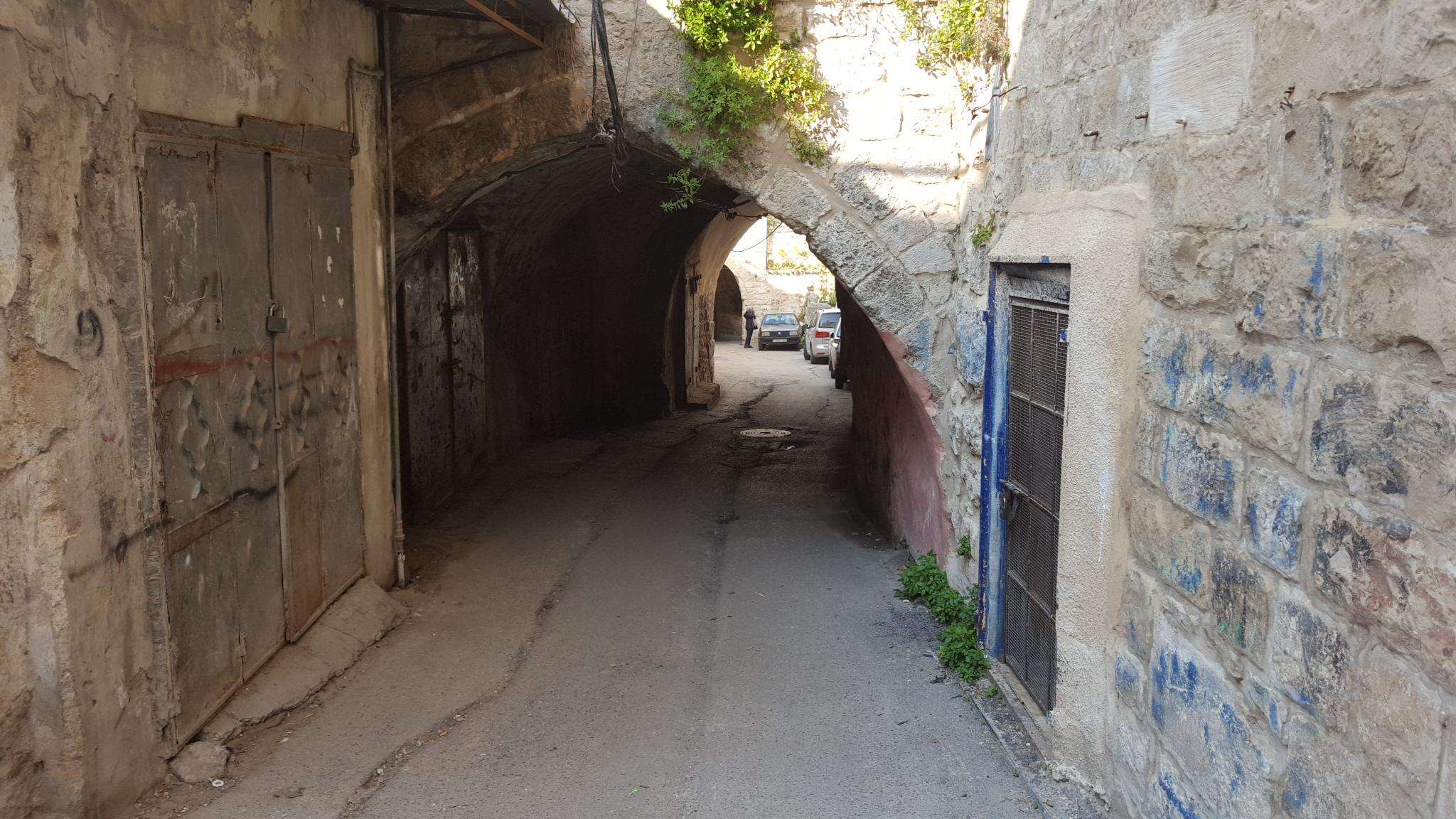
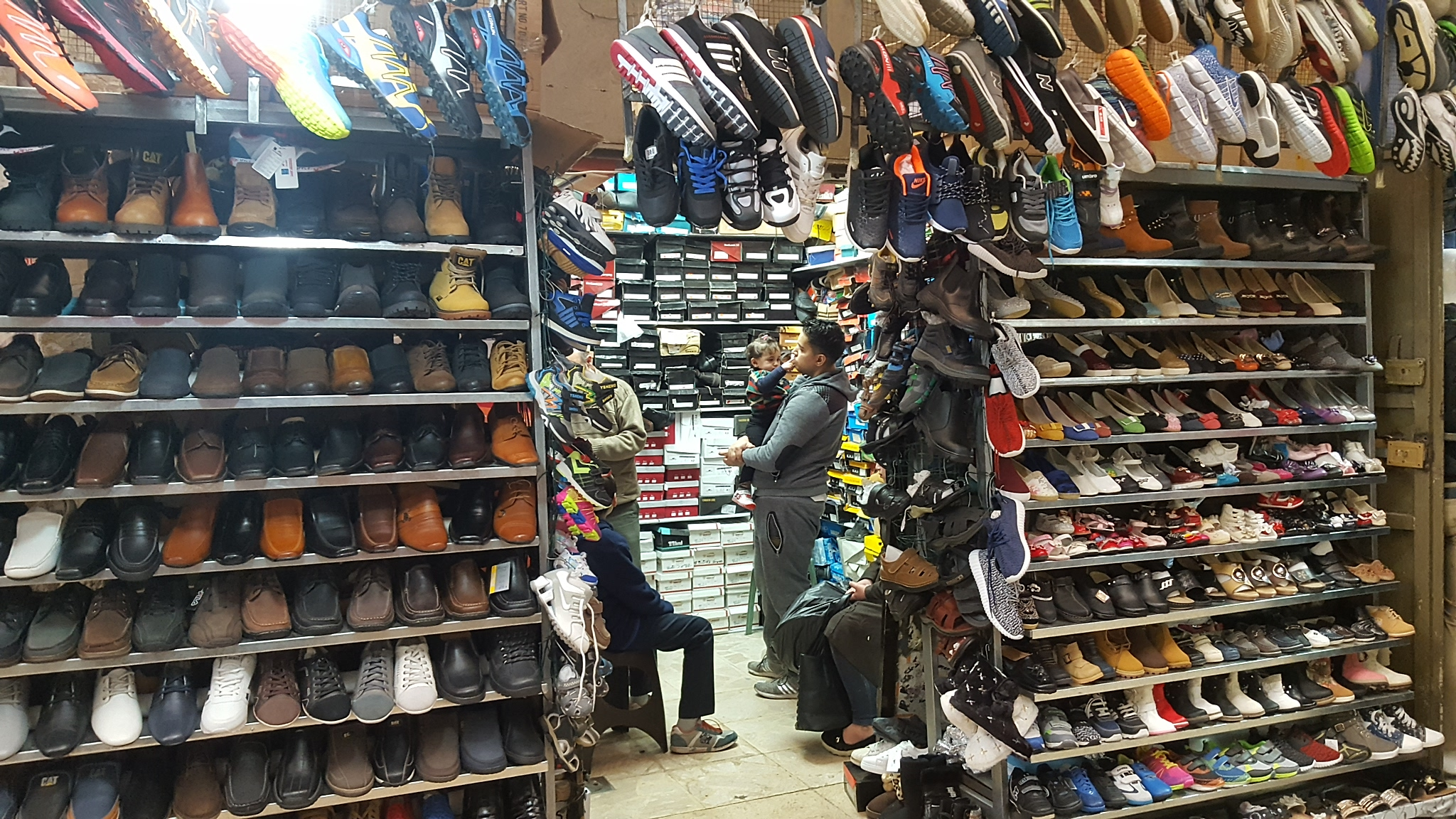
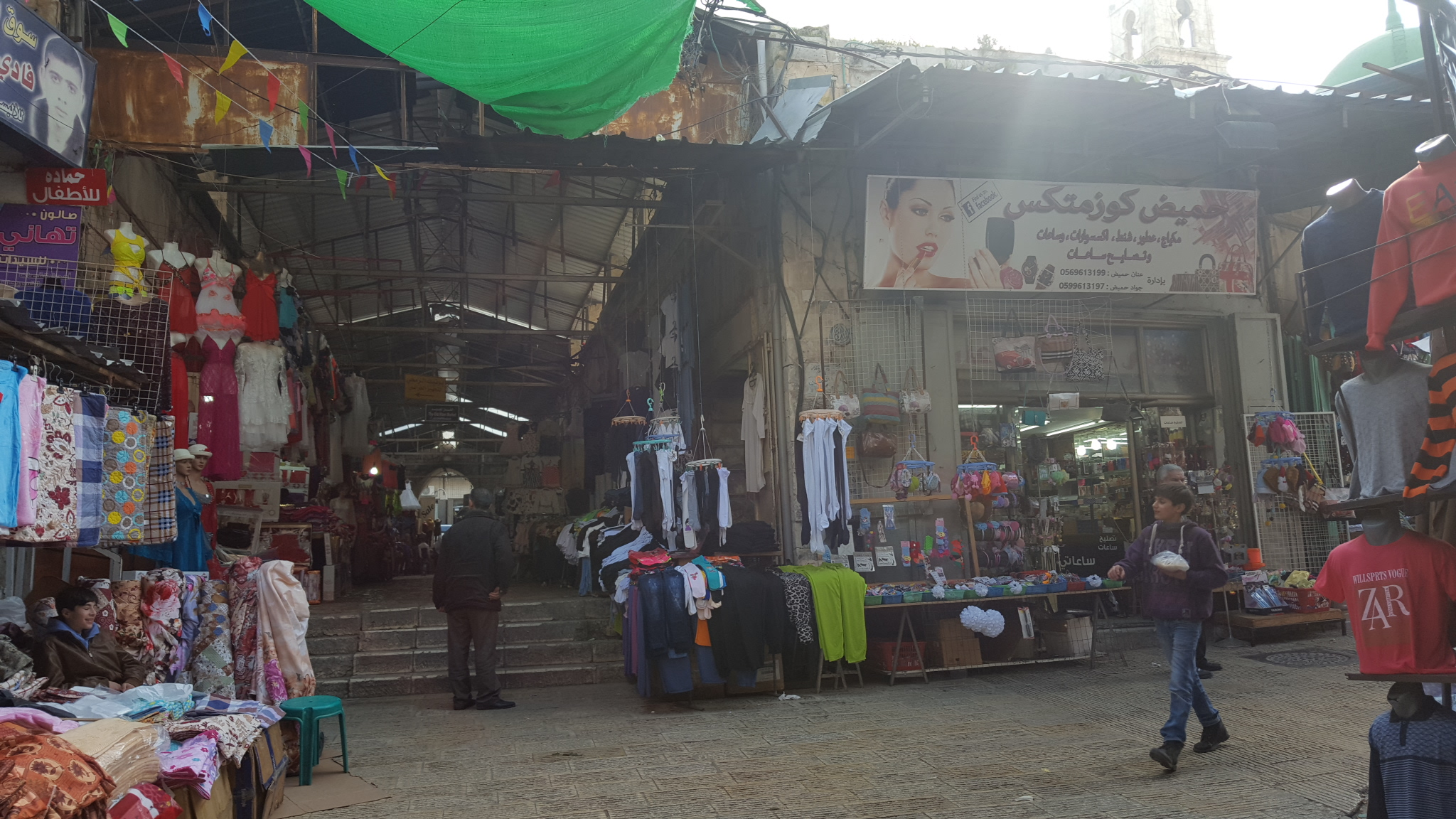
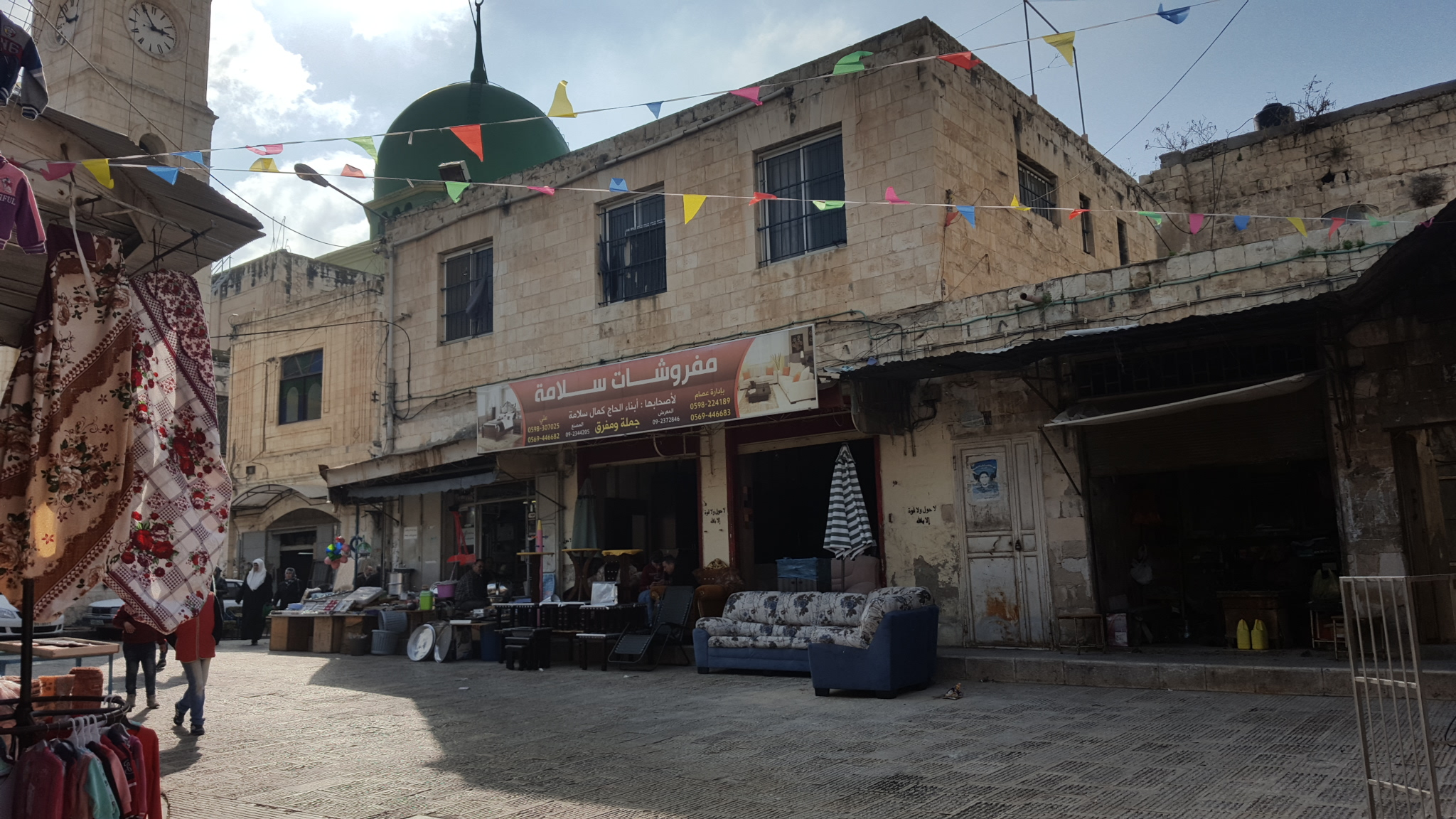
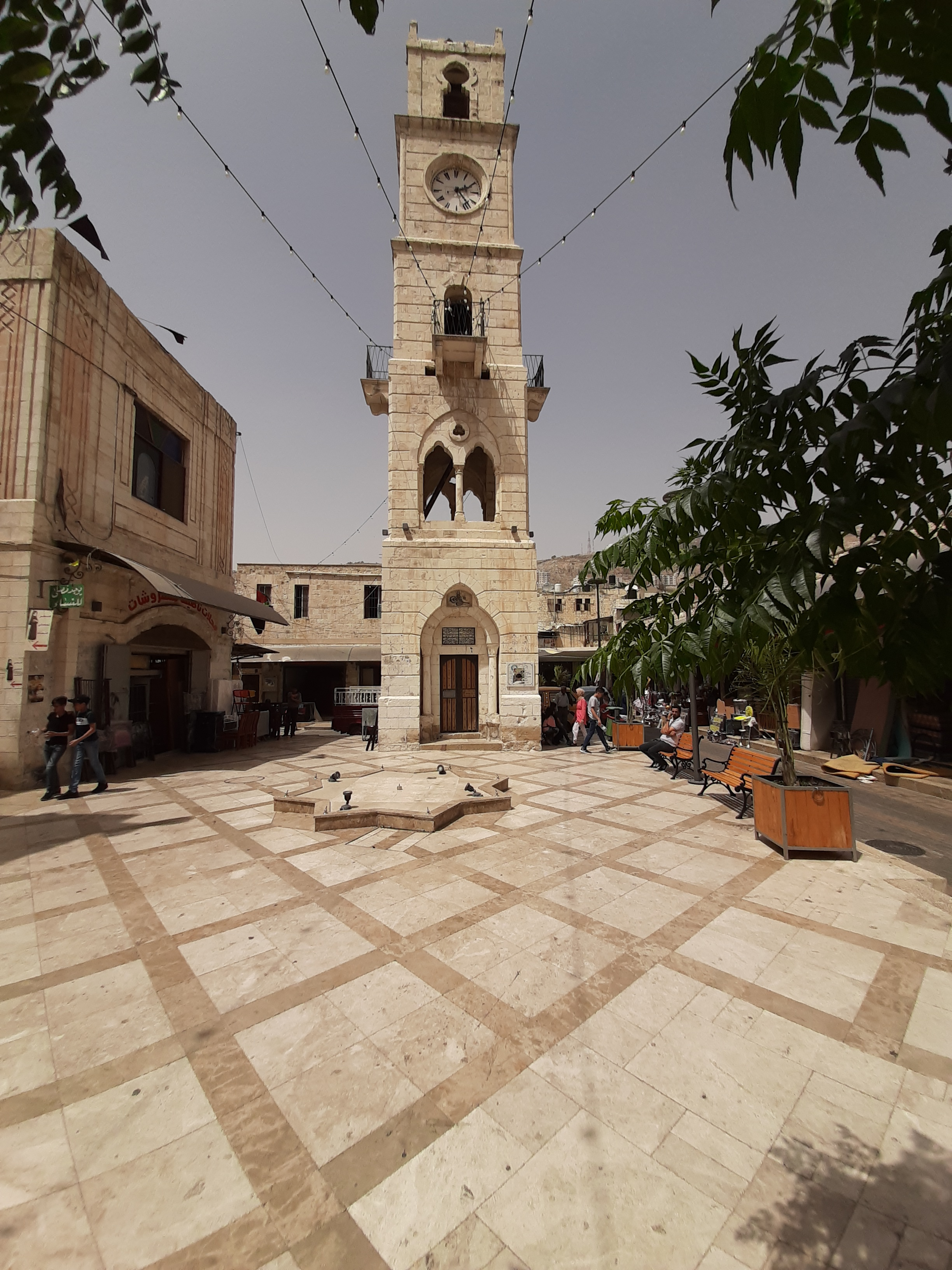
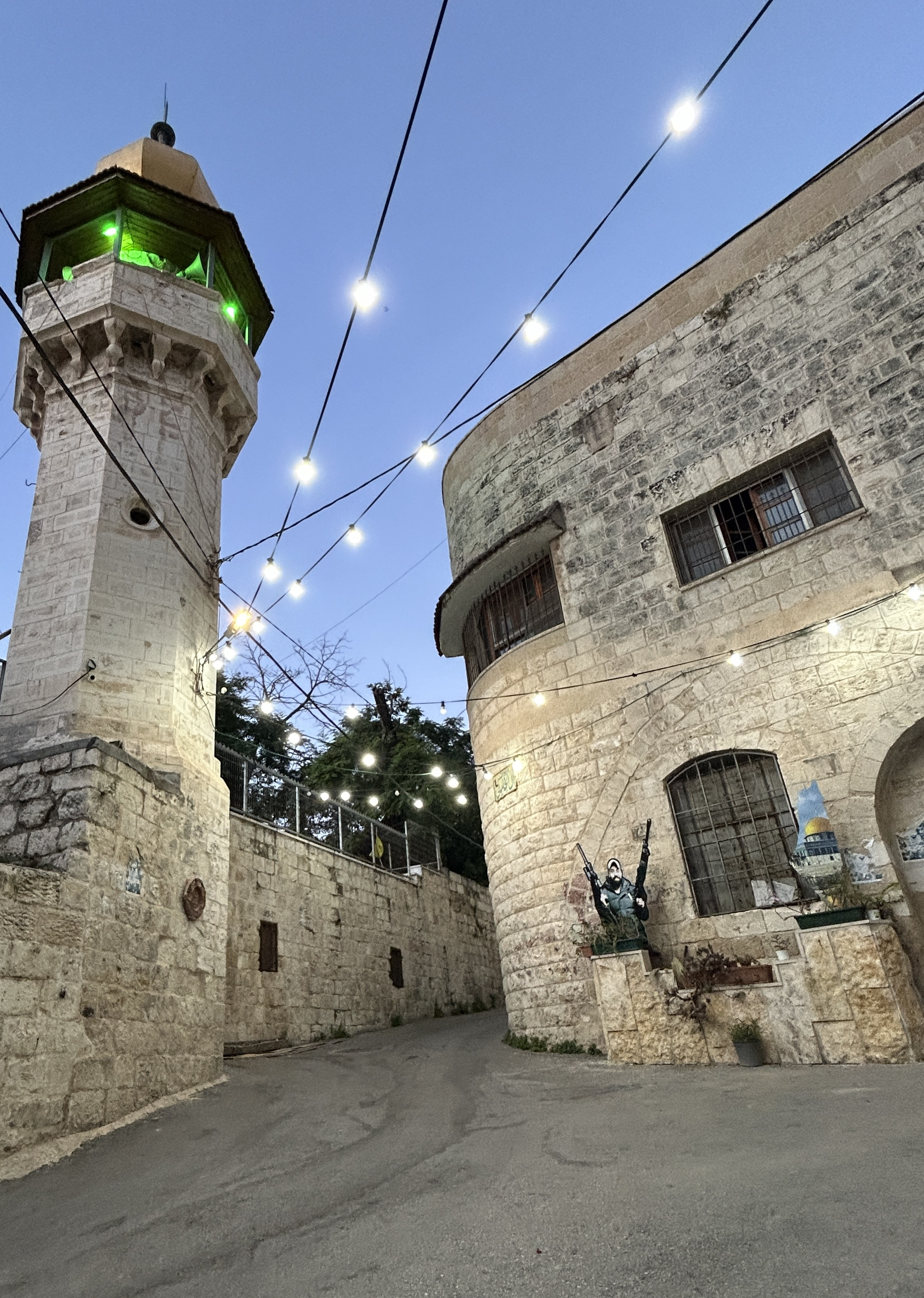
مسجد التينة
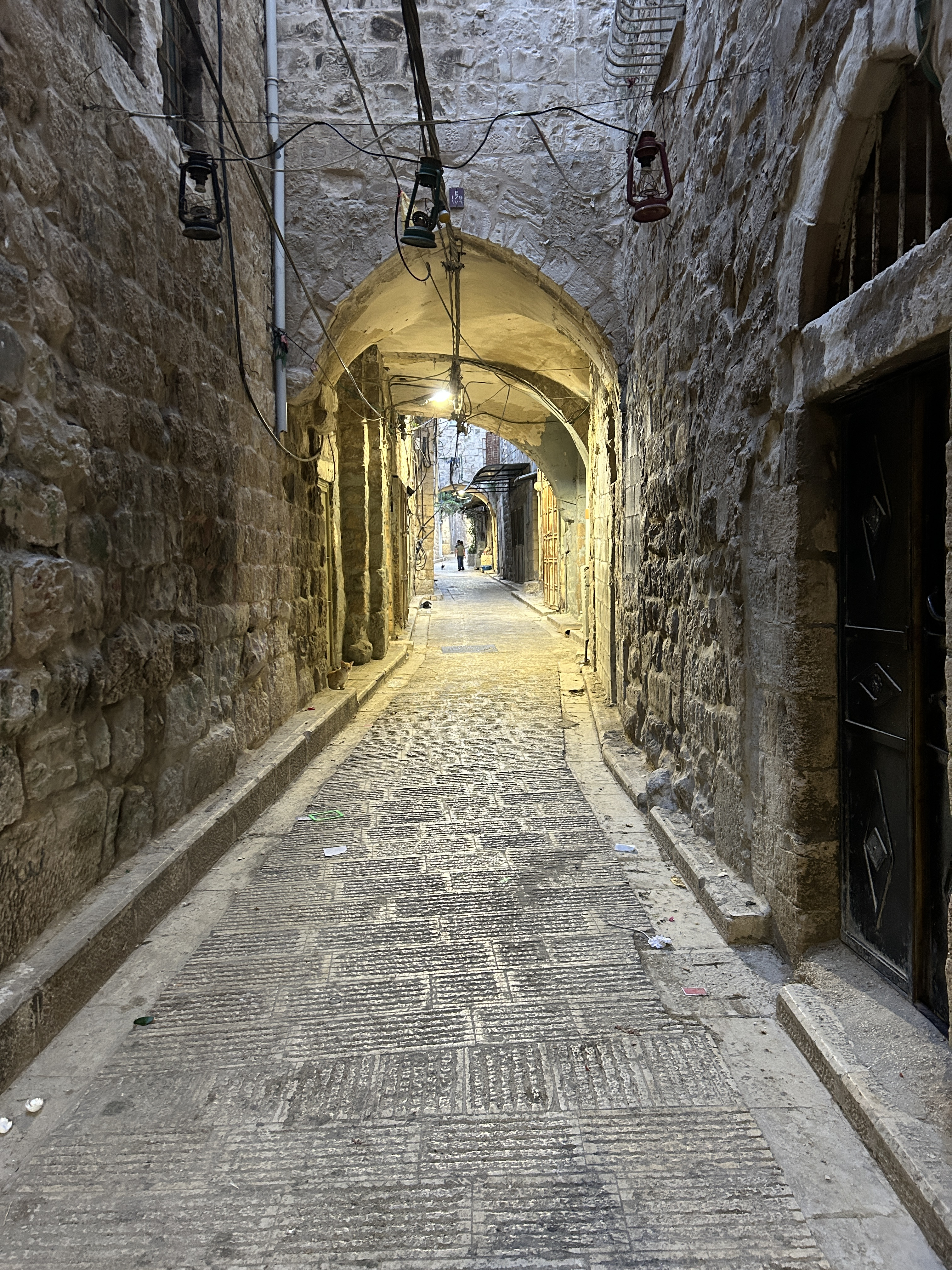
ممر في حارة القريون
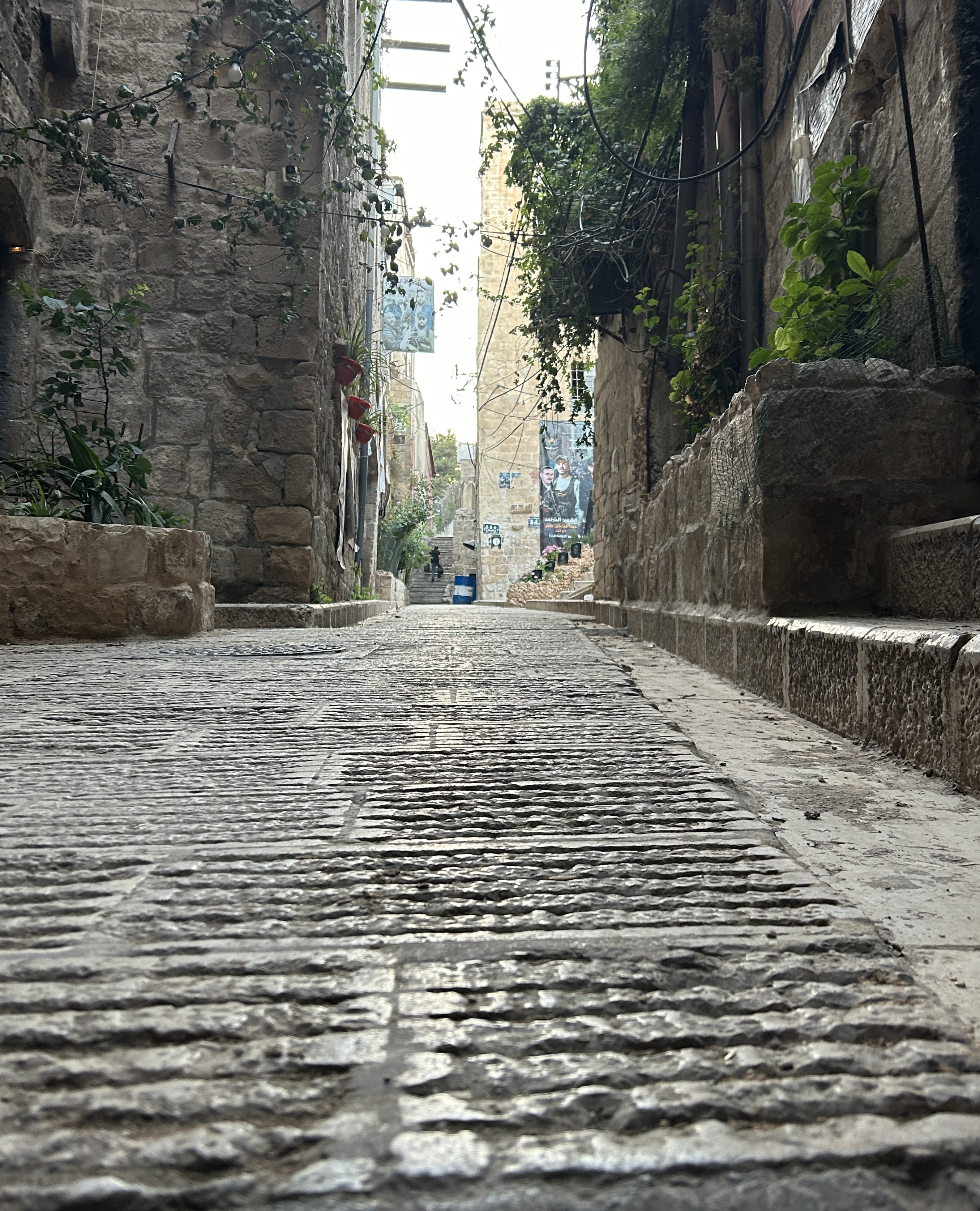
ممر في حارة الياسمينة
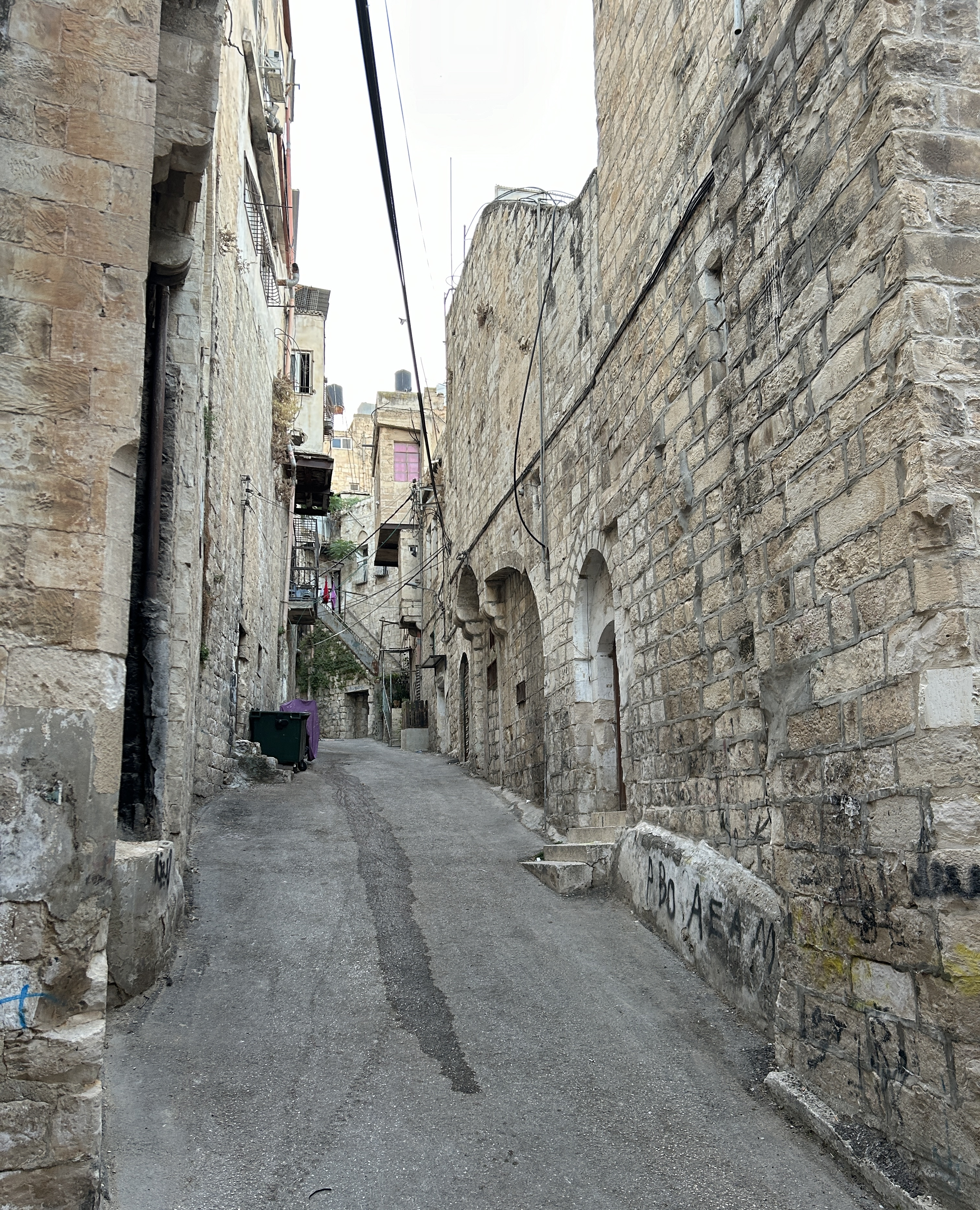
منازل في حارة الياسمينة